# Les Misérables
Pour les articles homonymes, voir Les Misérables (homonymie).
Les Misérables est un roman de Victor Hugo publié en 1862, l’un des plus vastes et des plus notables de la littérature du XIXe siècle.
Il décrit la vie de pauvres gens dans Paris et la France provinciale du premier tiers du XIXe siècle, l’auteur s'attachant plus particulièrement au destin du bagnard Jean Valjean ; il a donné lieu à de nombreuses adaptations, au cinéma et sur d’autres supports.
C'est un roman historique, social et philosophique dans lequel on retrouve les idéaux du romantisme et ceux de Victor Hugo concernant la nature humaine. La préface résume clairement les intentions de l'auteur : « Tant que les trois problèmes du siècle, la dégradation de l’homme par le prolétariat, la déchéance de la femme par la faim, l'atrophie de l'enfant par la nuit, ne seront pas résolus ; en d’autres termes, et à un point de vue plus étendu encore, tant qu’il y aura sur la terre ignorance et misère, des livres de la nature de celui-ci pourront ne pas être inutiles ».

## Résumé
L'action se déroule en France au cours du premier tiers du XIXe siècle, entre la bataille de Waterloo (1815) et les émeutes de juin 1832. On y suit, sur cinq tomes, la vie de Jean Valjean, de sa sortie du bagne jusqu'à sa mort. Autour de lui gravitent les personnages, dont certains vont donner leur nom aux différentes parties du roman, témoins de la misère de ce siècle, misérables eux-mêmes ou proches de la misère : Fantine, Cosette, Marius, mais aussi les époux Thénardier et leurs enfants Éponine, Azelma et Gavroche, ainsi que le représentant de la loi, Javert. Outre le récit souvent dramatique des péripéties des vies de ces personnages, Victor Hugo interrompt régulièrement l'action pour de vastes digressions (telle la longue description de la bataille de Waterloo ouvrant la deuxième partie), prétextes à exposer ses idées sur l'Histoire, la société ou la religion.
La première partie (Fantine) décrit la « rédemption » de Jean Valjean sous l'influence de l’évêque de Digne, monseigneur Myriel ; il devient M. Madeleine, bienfaiteur de la ville de Montreuil-sur-Mer. En parallèle, on suit la déchéance de Fantine, fille-mère obligée de confier son enfant, Cosette, aux malfaisants Thénardier ; cette partie s'achève sur une série de coups de théâtre, Jean Valjean reprenant sa véritable identité et se livrant à la justice pour sauver un innocent ; il a cependant eu le temps de jurer à Fantine mourante qu'il s'occupera de Cosette.
Dans la deuxième partie (Cosette), on voit Jean Valjean s'évader, arracher Cosette aux Thénardier, et tenter de s'installer à Paris pour y mener une vie tranquille, mais il a attiré l'attention de l'inspecteur de police Javert, qui ne cessera plus de le traquer ; cette partie se conclut sur le sauvetage miraculeux de Jean Valjean, trouvant refuge dans le couvent du Petit-Picpus.
Les évènements de la troisième partie (Marius) se déroulent dix ans plus tard. Le roman se concentre d'abord sur le conflit entre Marius et son grand-père, le grand bourgeois Gillenormand, qui aboutit à leur rupture et à l'entrée de Marius dans un groupe de révolutionnaires, les Amis de l'A B C. Pendant ce temps, Jean Valjean et Cosette ont quitté le couvent ; Marius les rencontre par hasard, et tombe amoureux de cette fille dont il a le plus grand mal à découvrir l'identité. Le dernier livre (Le mauvais pauvre) noue tous les fils de l'intrigue : Thénardier (sous le pseudonyme de Jondrette) tend un piège à Jean Valjean ; Marius, témoin de ce guet-apens et se préparant à en avertir Javert, découvre que l'homme qui veut assassiner le père de sa bien-aimée n'est autre que celui qui a sauvé son propre père à Waterloo. Finalement, Jean Valjean s'échappe une fois de plus, et Marius perd la trace de Cosette.
La quatrième partie (L'idylle rue Plumet et l'épopée rue Saint-Denis) montre les retrouvailles de Marius et Cosette, grâce à l'intervention d'Éponine. Leur idylle se développe rue Plumet, jusqu'au départ précipité de Jean Valjean ; tous les protagonistes de l'histoire, ou presque, convergent alors vers la barricade (fictive) de la rue de la Chanvrerie : les Amis de l'A B C par conviction révolutionnaire, Marius par désespoir d'avoir perdu Cosette, Éponine par amour, Gavroche par curiosité, Javert pour espionner et Jean Valjean pour sauver Marius.
La cinquième partie (Jean Valjean) commence par la mort des insurgés (dont Gavroche) sur la barricade. Jean Valjean permet à Javert de s'enfuir et sauve Marius au dernier instant, avant de le transporter dans les égouts de Paris et de le reconduire chez son grand-père ; rejoint par Javert, ce dernier le laisse repartir, et ne comprenant pas comment il a pu ainsi faillir à son devoir, il se suicide. L'idylle entre Marius et Cosette se concrétise par un mariage. Jean Valjean s'efface peu à peu de la vie du couple, encouragé par Marius qui voit en lui un malfaiteur et un assassin. Marius n'est détrompé par Thénardier que dans les dernières pages du roman et, confus et reconnaissant, assiste avec Cosette aux derniers instants de Jean Valjean.

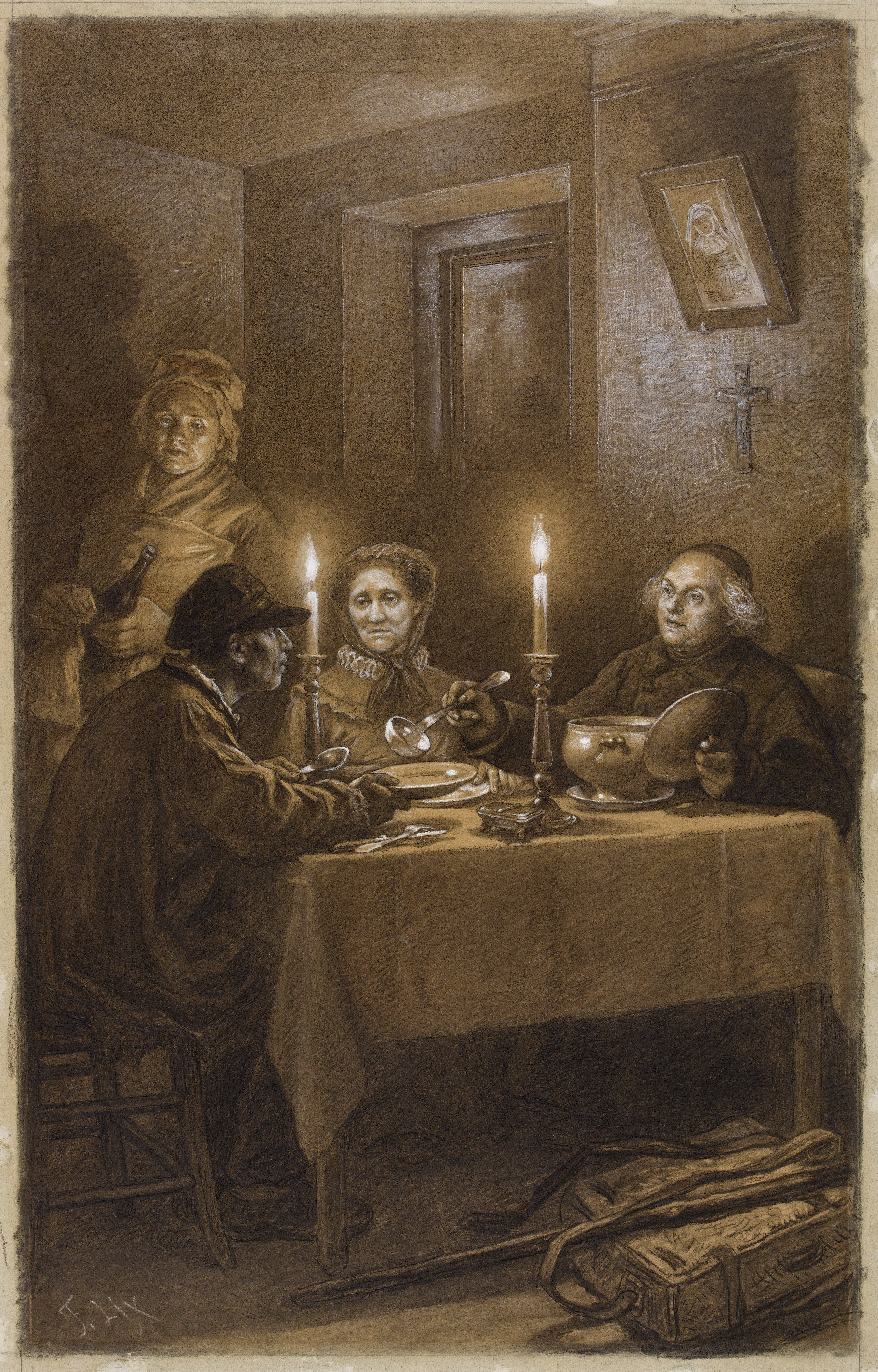
Jean Valjean et Mgr Myriel. Illustration de Frédéric Lix, vers 1879-1880.
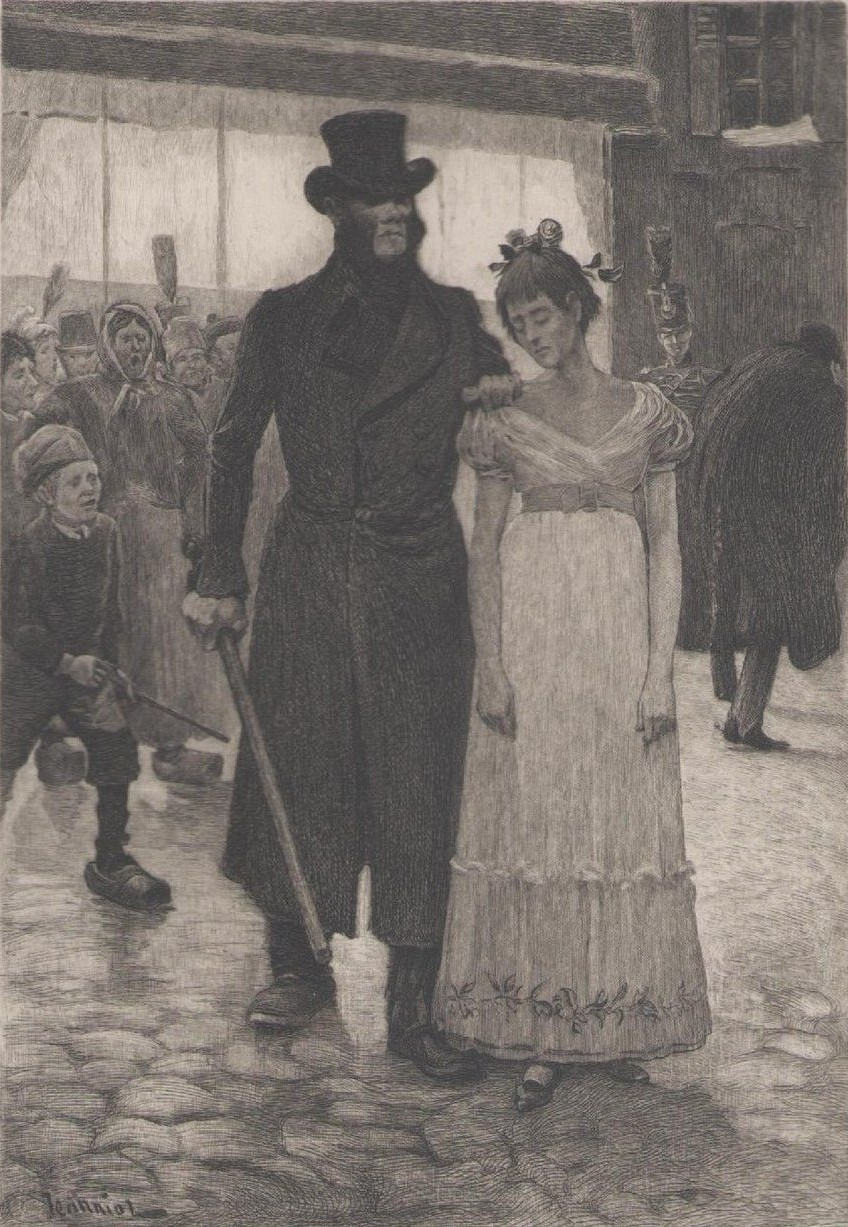
Javert arrête Fantine. Illustration de Pierre Georges Jeanniot, 1890.
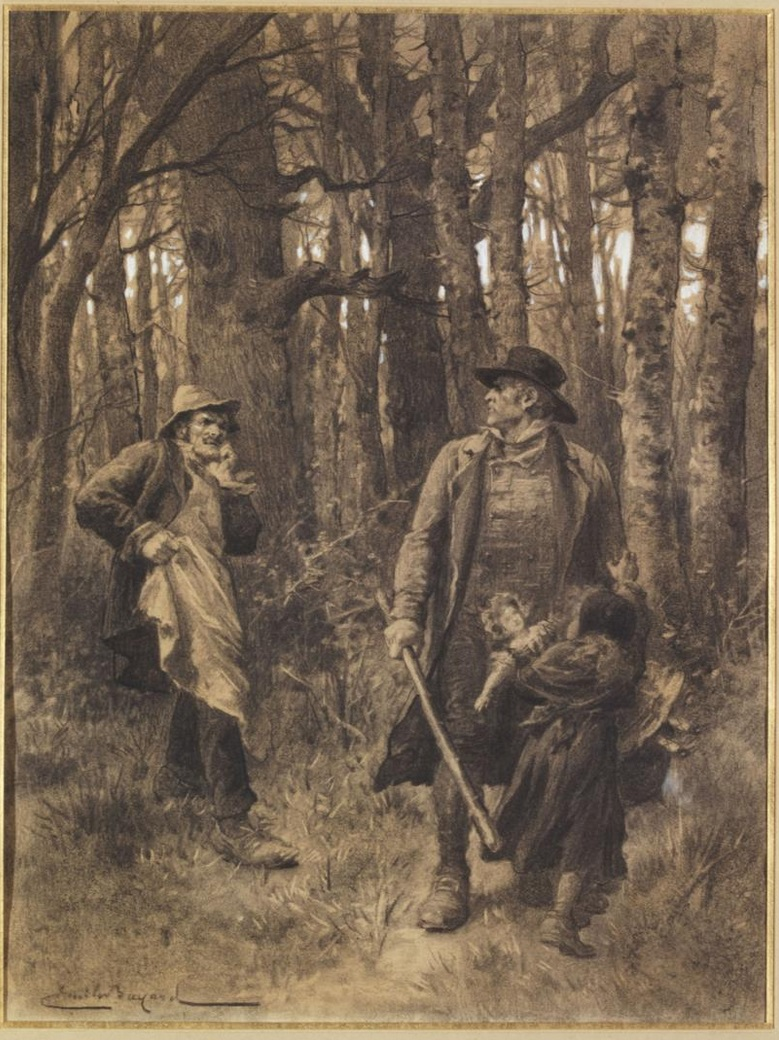
Jean Valjean soustrait Cosette à Thénardier. Illustration d'Émile Bayard, vers 1879-1882.
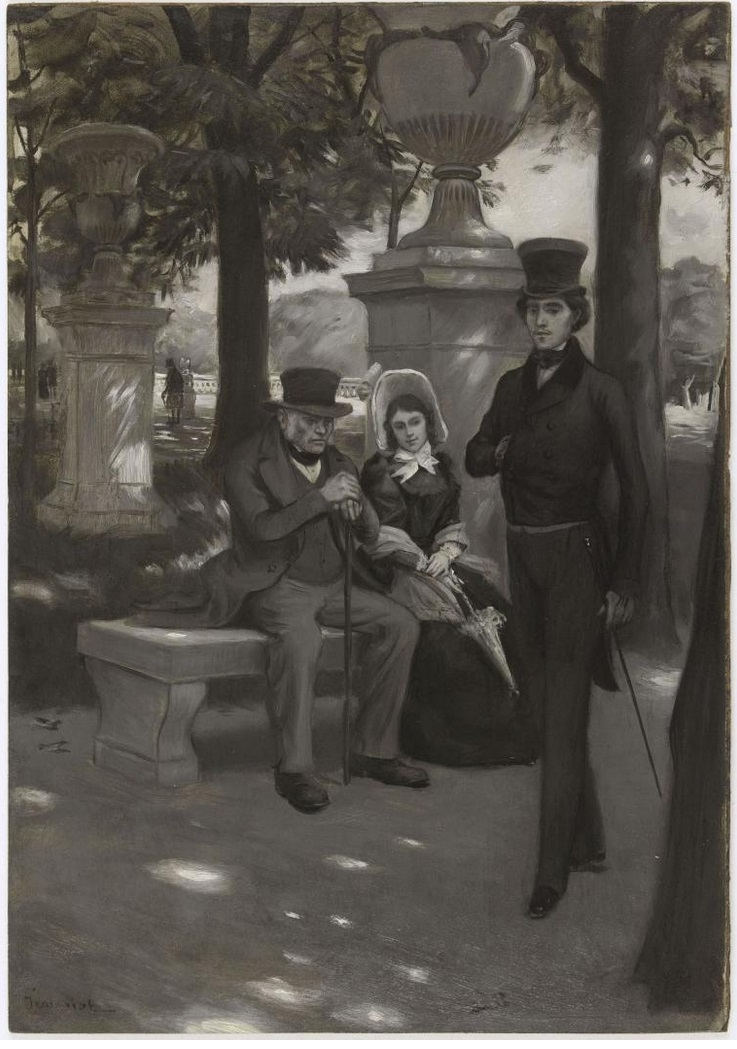
Jean Valjean, Cosette et Marius au jardin du Luxembourg. Illustration de Jeanniot, 1891.
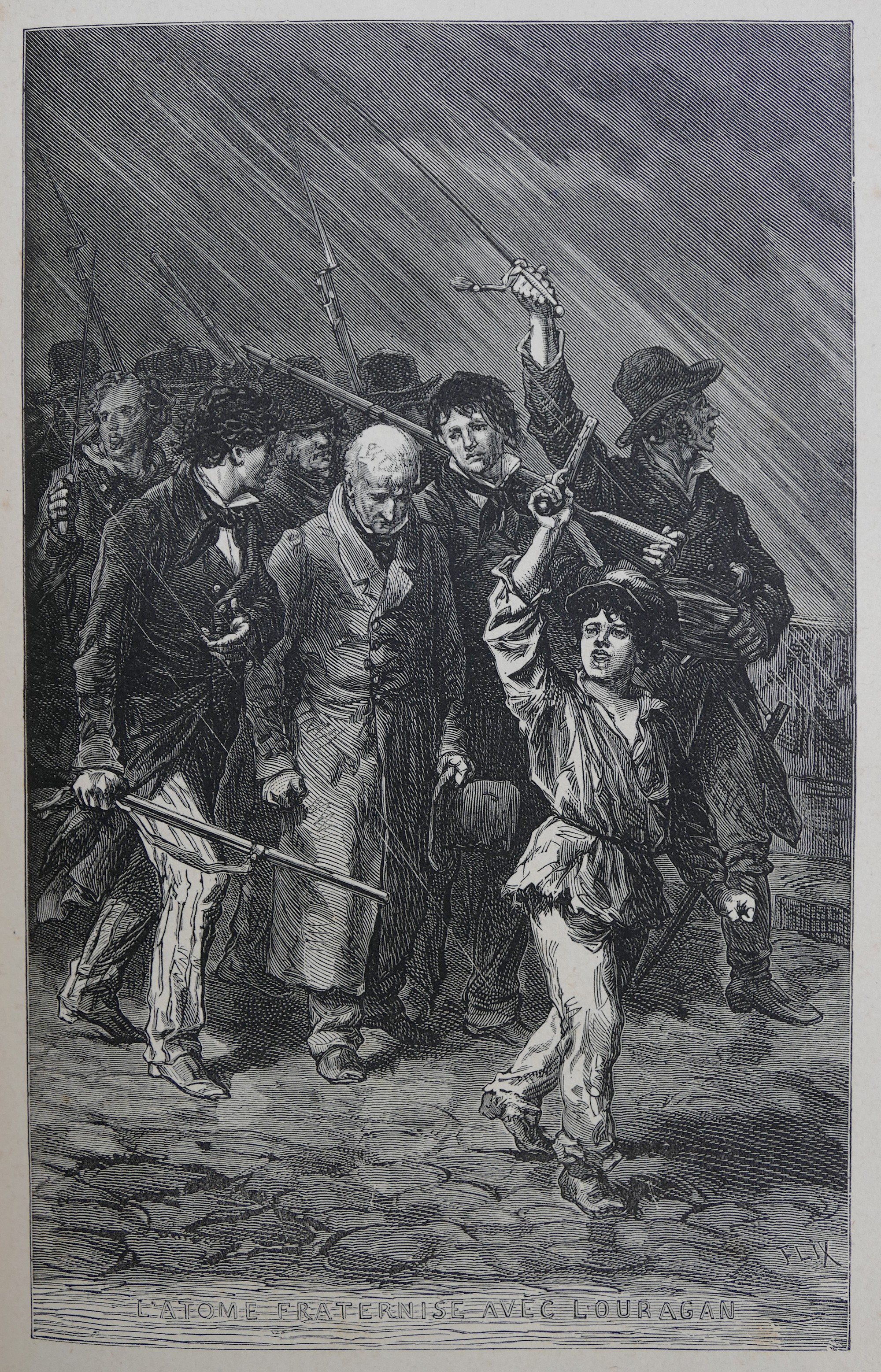
Gavroche en tête des insurgés. Illustration de Lix d'après Jeanniot, 1906.
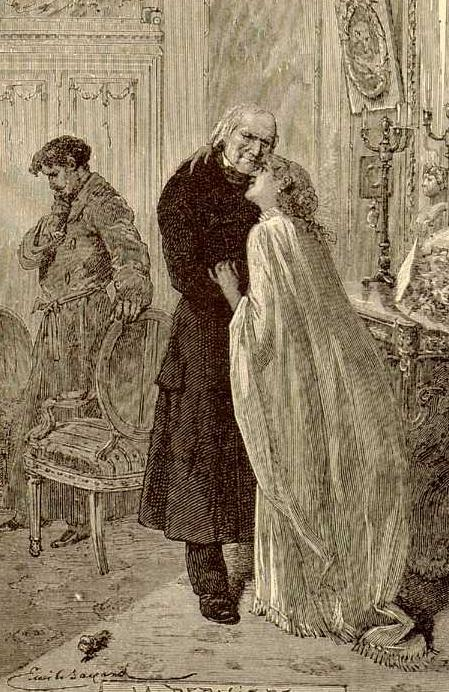
Jean Valjean et Cosette après le mariage de celle-ci. Illustration d'Émile Bayard.

## Le roman

### Genèse

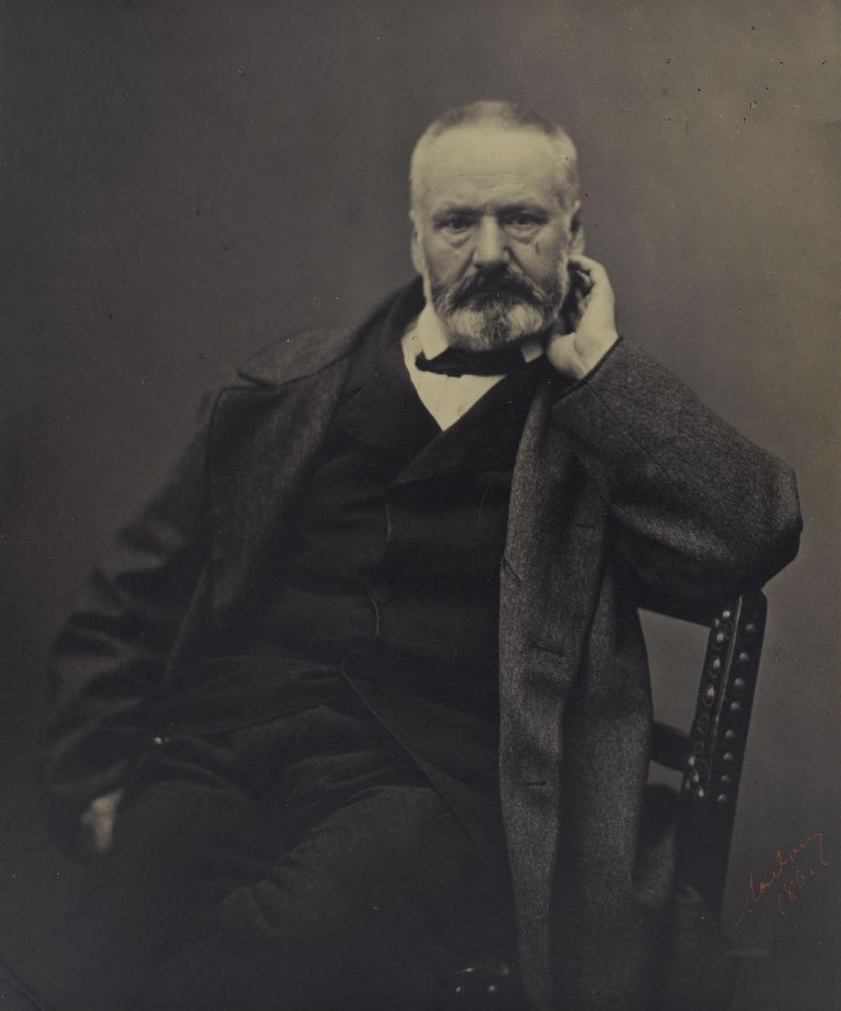
Victor Hugo photographié par Gilbert Louis Radoux le 5 mai 1861.

Préoccupé par l'adéquation entre la justice sociale et la dignité humaine, Victor Hugo a écrit en 1829 Le Dernier Jour d'un condamné, long monologue et réquisitoire contre la peine de mort. Il poursuit en 1834 avec Claude Gueux. En 1845, alors qu'il vient d'être fait pair de France par le roi Louis-Philippe Ier, le peintre François-Auguste-Biard fait constater le flagrant délit d’adultère de sa femme Léonie avec le poète. Léonie est emprisonnée pendant deux mois dans la prison Saint-Lazare puis envoyée au couvent des Augustines. C'est cet événement qui, selon Sainte-Beuve, conduit Victor Hugo à se retirer chez lui et à entreprendre une grande fresque épique qu'il intitule d'abord Les Misères, (ou Livre des Misères) dans laquelle le personnage principal se nomme initialement « Jean Tréjean ». De cette même année 1845, daterait également l'unique trace écrite conservée de ce qui peut ressembler à l'architecture synthétique d'un projet :
- Histoire d'un saint
- Histoire d'un homme
- Histoire d'une femme
- Histoire d'une poupée[7].

Il interrompt sa tâche en février 1848, mais écrit à la même époque son Discours sur la misère (1849).
Durant son exil, après la rédaction des Contemplations (1856) et de La Légende des siècles (1859), il se remet à l'écriture des Misérables, à Guernesey en 1860. Sur son manuscrit, il écrit : « 14 février. Ici, le pair de France s'est interrompu, et le proscrit a continué : 30 décembre 1860. Guernesey ». L'ouvrage est terminé et publié à partir de fin mars 1862 par l'éditeur Albert Lacroix, qui dispose d'un colossal budget de fabrication et de lancement, et qui fonde tous ses espoirs sur cet ouvrage.

### Inspiration

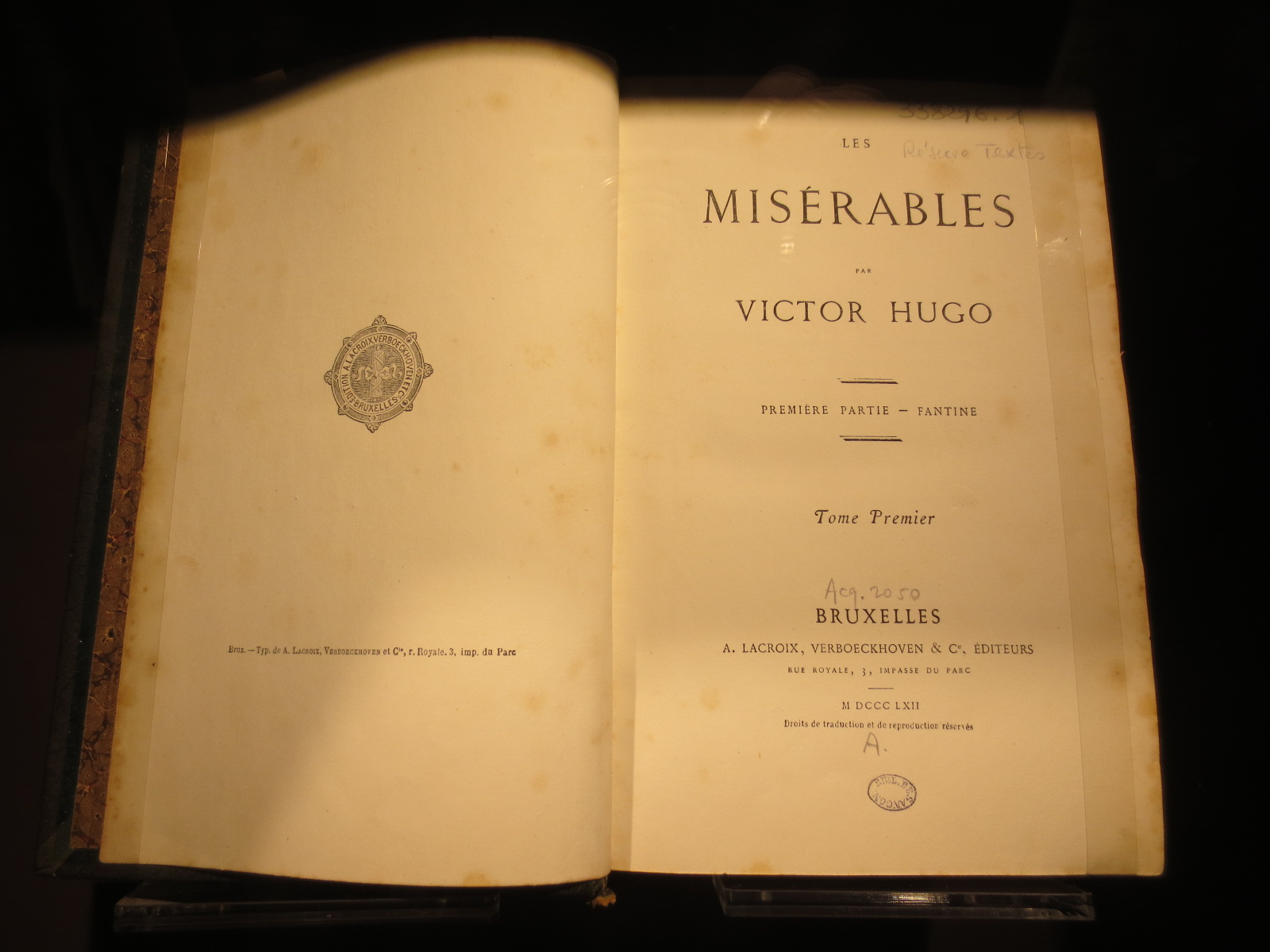
Frontispice et page de titre d'un exemplaire original du tome publié en 1862 à Bruxelles par Lacroix, Verboeckhoven et Cie
(Besançon, maison natale de Victor Hugo).

Les Misérables est à la fois un roman d'inspiration réaliste, épique et romantique, un hymne à l'amour et un roman politique et social.
Roman réaliste, Les Misérables décrit tout un univers de gens humbles. C'est une peinture très précise de la vie dans la France et le Paris pauvre au début du XIXe siècle. Son succès populaire tient au trait parfois chargé avec lequel sont peints les personnages du roman.
Roman épique, Les Misérables dépeint au moins trois grandes fresques : la bataille de Waterloo (qui représente pour l'auteur la fin de l'épopée napoléonienne et le début de l'ère bourgeoise ; il s'aperçoit alors qu'il est républicain), l'émeute de Paris en juin 1832, la traversée des égouts de Paris par Jean Valjean. Mais le roman est aussi épique par la description des combats de l'âme : les combats de Jean Valjean entre le bien et le mal, son rachat jusqu'à son abnégation, le combat de Javert entre respect de la loi sociale et respect de la loi morale.
Les Misérables est aussi un hymne à l'amour : amour chrétien sans concession de Mgr Myriel qui, au début du roman, demande sa bénédiction au conventionnel G. (peut-être inspiré par l'abbé Grégoire) ; amours déçues de Fantine et Éponine ; amour paternel de Jean Valjean pour Cosette ; amour partagé de Marius et Cosette ; Victor Hugo axe d'ailleurs toute la troisième partie sur la personne de Marius en qui il se reconnaît jeune. Il avouera même avoir écrit avec Marius ses quasi-mémoires. Mais c'est aussi une page de la littérature française dédiée à la patrie. Au moment où il écrit ce livre, Victor Hugo est en exil. Aidé depuis la France par des amis qu'il charge de vérifier si tel coin de rue existe, il retranscrit dans ce roman la vision des lieux qu'il a aimés et dont il garde la nostalgie.

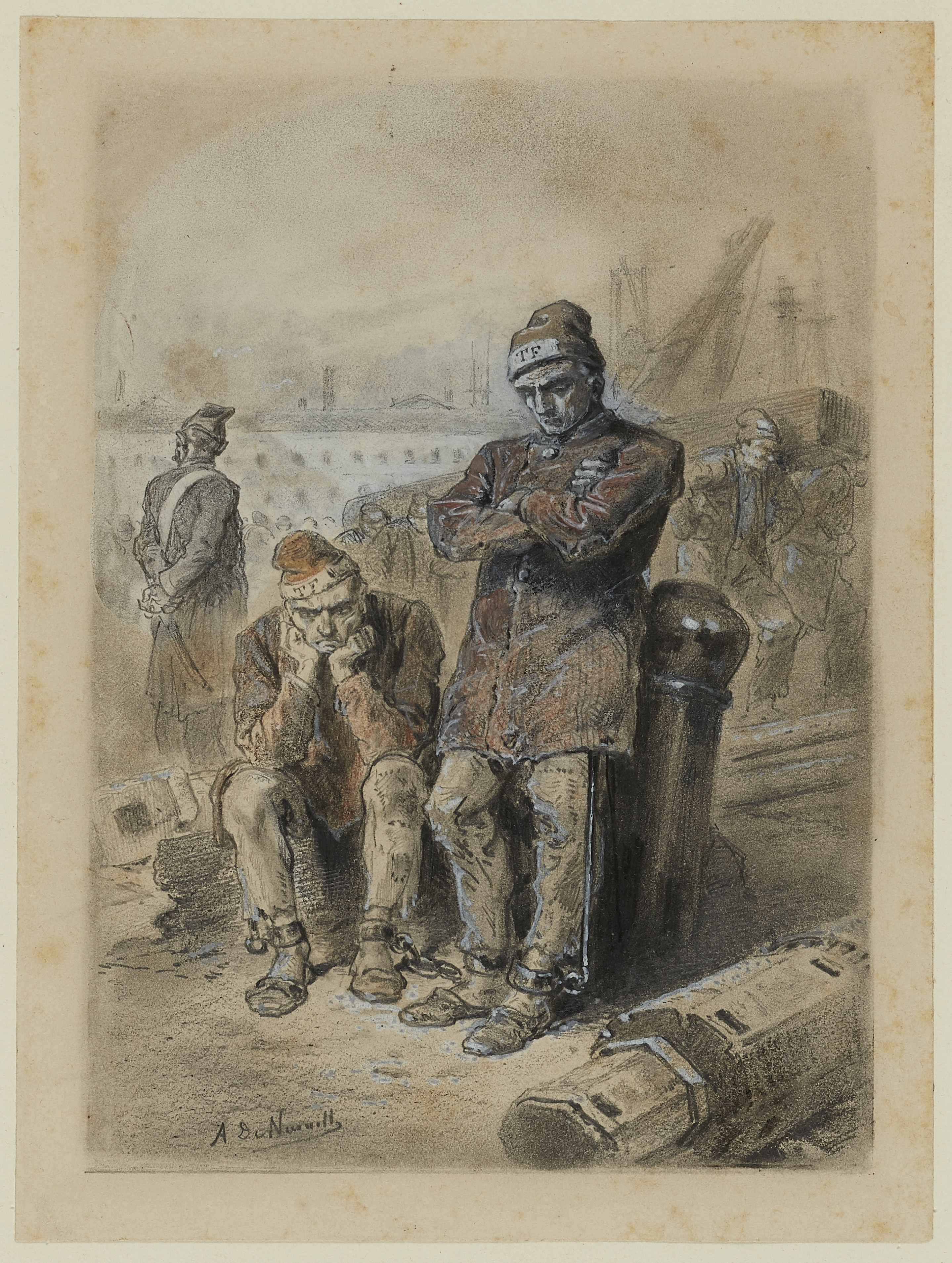
Jean Valjean bagnard, dessin d'Alphonse de Neuville, 1865.

Mais la motivation principale de Victor Hugo est le plaidoyer social. « Il y a un point où les infâmes et les infortunés se mêlent et se confondent dans un seul mot, mot fatal, les misérables ; de qui est-ce la faute ? ». Selon Victor Hugo, c'est la faute de la misère, de l'indifférence et d'un système répressif sans pitié. Idéaliste, Victor Hugo est convaincu que l'instruction, l'accompagnement et le respect de l'individu sont les seules armes de la société qui peuvent empêcher l'infortuné de devenir infâme. Le roman engage une réflexion sur le problème du mal… Il se trouve que toute sa vie Hugo a été confronté à la peine de mort. Enfant, il a vu des corps pendus exhibés aux passants, plus tard, il a vu des exécutions à la guillotine. Un des thèmes du roman est donc « le crime de la loi ». Si l'œuvre montre comment les coercitions sociales et morales peuvent entraîner les hommes à leur déchéance si aucune solution de réédification n'est trouvée, c'est surtout un immense espoir en la générosité humaine dont Jean Valjean est l'archétype. Presque tous les autres personnages incarnent l'exploitation de l'homme par l'homme. L'exergue de Hugo est un appel à l'humanité pour qu'elle ne cesse d'œuvrer à des temps meilleurs :

« Tant qu’il existera, par le fait des lois et des mœurs, une damnation sociale créant artificiellement, en pleine civilisation, des enfers, et compliquant d’une fatalité humaine la destinée qui est divine ; tant que les trois problèmes du siècle, la dégradation de l’homme par le prolétariat, la déchéance de la femme par la faim, l’atrophie de l'enfant par la nuit, ne seront pas résolus ; tant que, dans de certaines régions, l’asphyxie sociale sera possible ; en d’autres termes, et à un point de vue plus étendu encore, tant qu’il y aura sur la terre ignorance et misère, des livres de la nature de celui-ci pourront ne pas être inutiles. »

— Victor Hugo, Hauteville-House, 1862.
Le choix du village de Montfermeil comme lieu de rencontre entre Cosette et Jean Valjean dans le roman remonte à 1845. Cette année-là, pris en flagrant délit d'adultère, jeune pair de France, Victor Hugo est prié de s'éloigner quelque temps de Paris. Avec Juliette Drouet, il monte dans une diligence à Pantin qui prend la direction de Chelles, commune limitrophe de Montfermeil où il séjourne, dans l'auberge de l'ancienne abbaye. Son poème sur le moulin de Chelles, écrit lors de ce passage, se réfère au moulin de Montfermeil. En 1862, la publication du roman popularise la commune où il situe l'auberge des Thénardier (Au Sergent de Waterloo).

### Influences

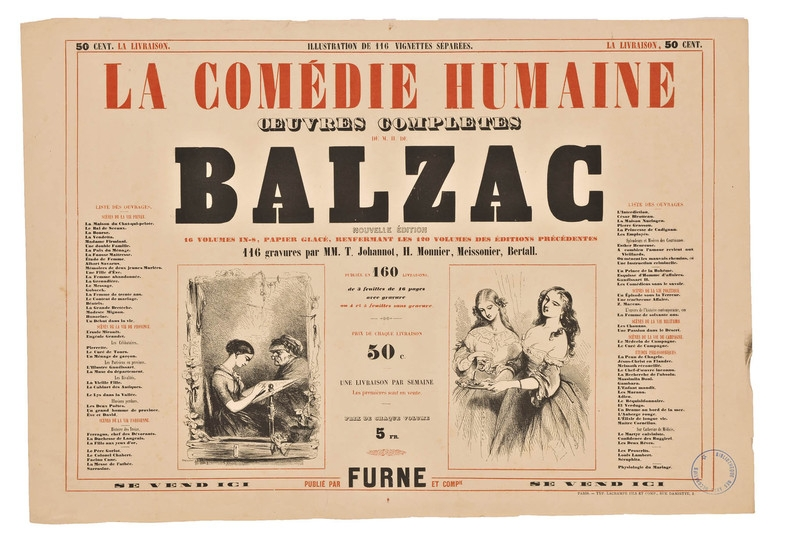
La Comédie humaine de Balzac.

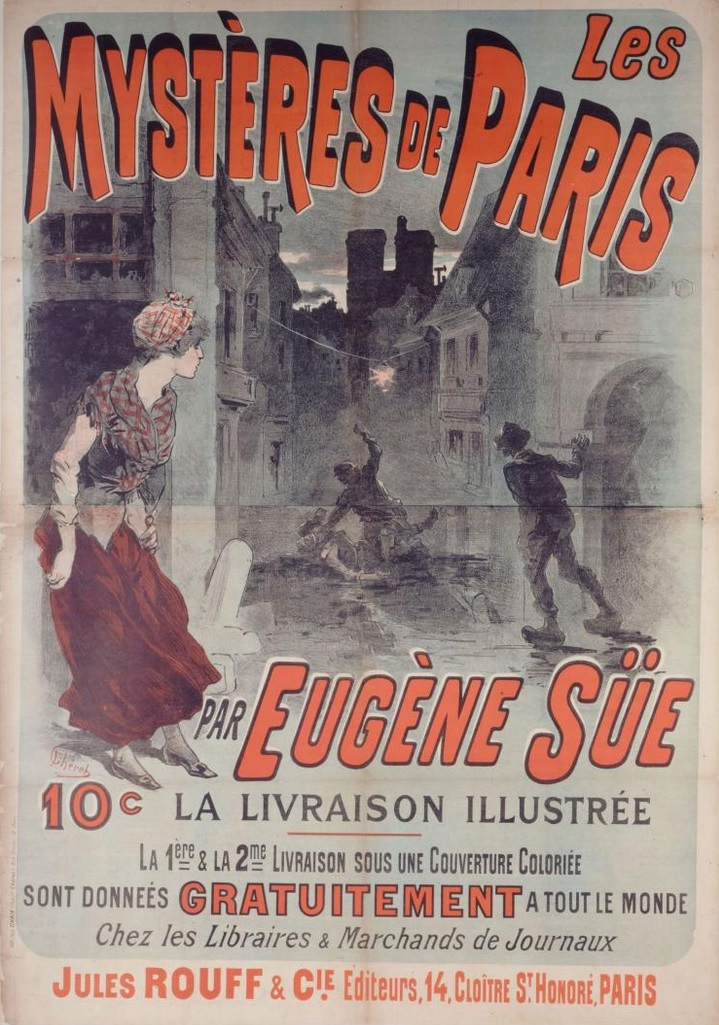
Les Mystères de Paris, roman d'Eugène Sue
(affiche publicitaire de Jules Chéret, 1885).

Robert Laffont et Valentino Bompiani signalent, dans Le Nouveau Dictionnaire des œuvres de tous les temps, la présence dans Les Misérables de l'influence de Balzac (La Comédie humaine), d'Eugène Sue (Les Mystères de Paris) et des romans-feuilletons.
L'intertextualité de l'œuvre de Balzac dans celle de Victor Hugo est en effet signalée par de nombreux analystes,. Victor Hugo fait explicitement allusion, à plusieurs reprises dans son roman, à l'univers de Balzac, qui fut un contemporain avec lequel les échanges furent nombreux. On y reconnaît ainsi notamment celle du Curé de village avec lequel monseigneur Myriel présente des points communs. De même que la parenté entre Vautrin, Jean Valjean et même Javert (le second étant l'envers positif des deux autres) est assez évidente, le monde et les coutumes des bagnards étant décrits dans Splendeurs et misères des courtisanes, l'étude intertextuelle des Misérables révèle que le forçat se nourrit également d'un autre personnage balzacien apparaissant dans Le Curé de village, Farrabesche.
Selon Évelyne Pieiller, Les Mystères de Paris, roman-feuilleton à succès paru en 1842-1843, avec ses descriptions des bas-fonds parisiens, ouvre la voie à l'œuvre de Victor Hugo. Victor Hugo lui rend d'ailleurs hommage dans son roman et poursuit sur la même route, s'attaquant à l'injustice sociale.

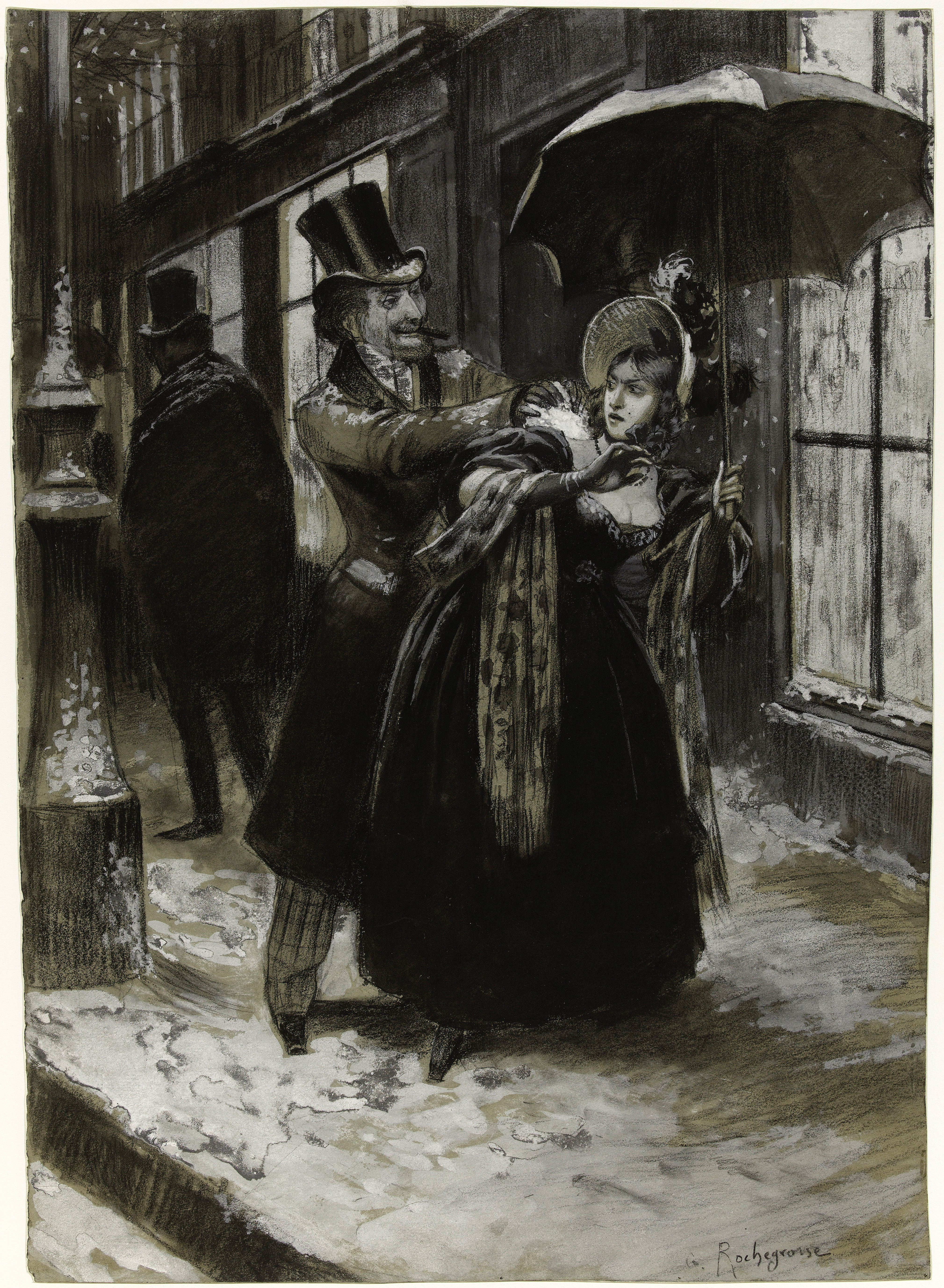
Un soir de janvier 1841, un jeune gandin jette par surprise une poignée de neige dans le dos d'une prostituée, scène qui a pour témoin Victor Hugo. Origine de Fantine, dessin de Georges-Antoine Rochegrosse illustrant le recueil Choses vues.
Maison de Victor Hugo, vers 1888.

Victor Hugo s’est inspiré également de tout ce qu'il voyait et entendait autour de lui et qu’il notait dans ses carnets. Ainsi, le 22 février 1846, il raconte avoir vu un malheureux emmené par deux gendarmes après avoir été accusé du vol d’un pain. « Cet homme, dit-il, n’était plus pour moi un homme, c’était le spectre de la misère. » Il s'agit probablement de l'inspiration du futur Jean Valjean. En décembre de la même année, il assiste à une altercation entre une vieille femme et un gamin qui peut faire penser à Gavroche. Fantine pourrait lui avoir été inspiré par une « fille », comme l'on disait à l’époque pour désigner une prostituée, dont il prit la défense un soir de janvier 1841 – au risque d’entacher sa réputation – alors qu’elle avait été injustement accusée et traînée au poste de police avec la menace de passer six mois en prison,,. Sa fille Cosette pourrait lui avoir été inspiré par l'ouvrière Louise Julien, dont il prononça l'éloge funèbre à Jersey en 1853. Il s’informa également beaucoup en visitant la Conciergerie à Paris en 1846 et Waterloo. Le 20 mai 1861, il écrit à son fils François-Victor : « Je suis ici près de Waterloo. Je n’aurai qu’un mot à en dire dans mon livre, mais je veux que ce mot soit juste. Je suis donc venu étudier cette aventure sur le terrain, et confronter la légende avec la réalité. Ce que je dirai sera vrai. Ce ne sera sans doute que mon vrai à moi. Mais chacun ne peut donner que la réalité qu’il a ». Il recueille des informations sur certaines industries, sur les salaires et le coût de la vie dans les classes populaires. Il demande à ses maîtresses Léonie d’Aunet et Juliette Drouet de le renseigner sur la vie des couvents. En outre, les descriptions des barricades sont inspirées des récits de Charles Jeanne, insurgé des journées de 1832.
Les relations entre Victor Hugo et l'univers du roman-feuilleton sont plus conflictuelles. Il ne veut pas que Les Misérables soit édité en roman-feuilleton, comme cela était l'usage pour de nombreux romans populaires, car il est alors en conflit avec le pouvoir en place et condamne la censure de la presse par le pouvoir. Il exige cependant que son œuvre soit publiée dans un format bon marché pour rester accessible. D'autre part, il trouve le style des romans-feuilletons souvent peu travaillé.
Les Misérables paraitra toutefois en feuilleton dans Le Rappel en 1888.

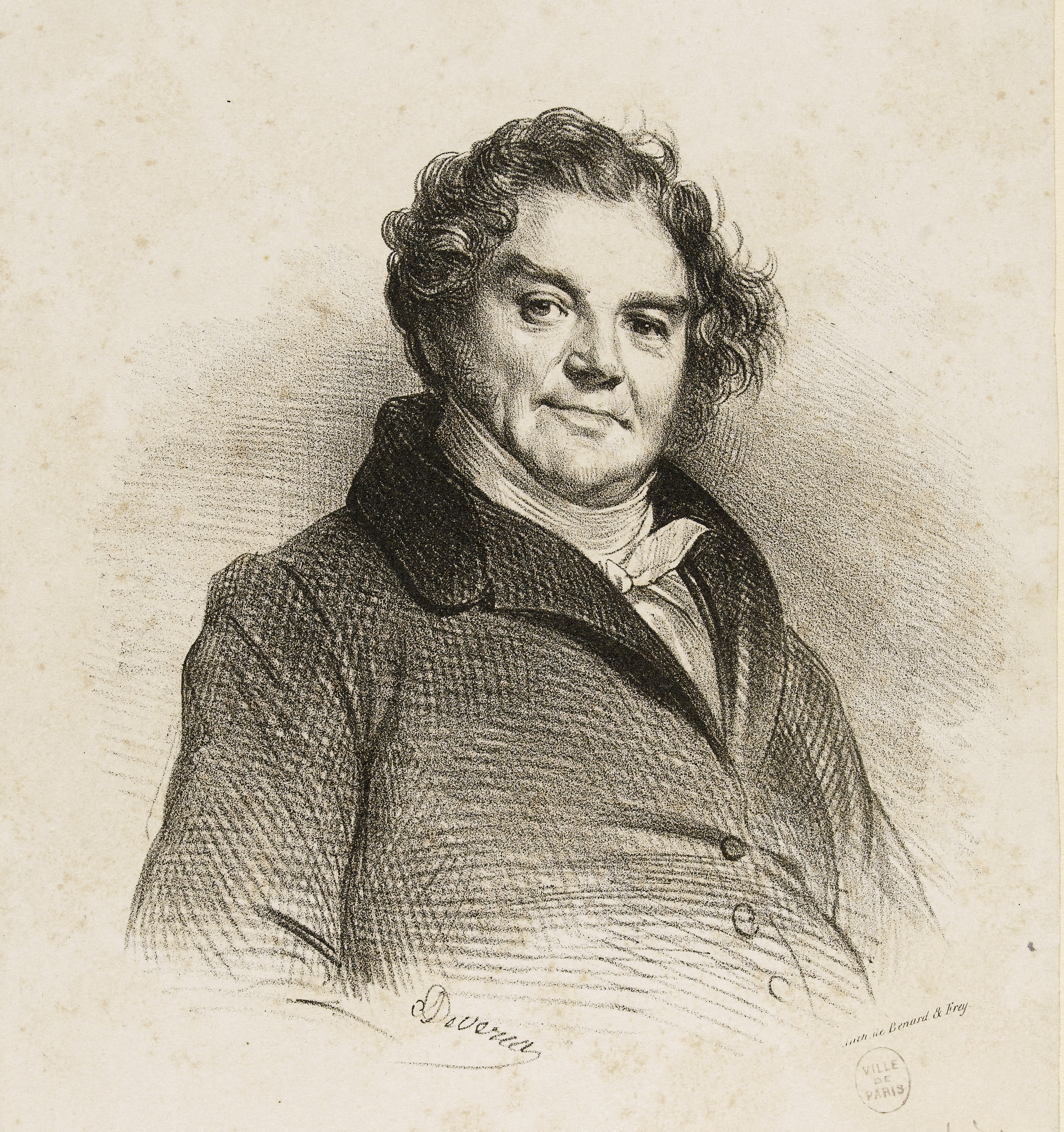
Eugène-François Vidocq.
(dessin d'Achille Devéria, vers 1835).

Enfin, homme de son temps, écrivant une histoire contemporaine, Victor Hugo s'inspire des figures de son époque pour camper ses personnages. Les Mémoires de Vidocq, publiés en 1828, qui inspirèrent respectivement à Balzac et Alexandre Dumas les personnages de Vautrin et Jackal, semblent se retrouver partiellement dans les deux personnages antagonistes que sont Jean Valjean et Javert. Le premier correspondrait, en tant que « M. Madeleine », à l'ancien forçat devenu momentanément industriel et le second au chef de la brigade de Sûreté de la préfecture de police, deux facettes de Vidocq,. Selon la normalienne Myriam Roman, Victor Hugo va jusqu'à dissocier « le forçat du policier en imaginant non pas un mais trois personnages, attribuant à Jean Valjean le bagne et les évasions, à Thénardier le crime, le statut de chef de bande, et la prison de La Force, à Javert l'espionnage et la police ». Cependant, Hugo ne reconnaîtra jamais l'influence de Vidocq sur la création de ces personnages.
Il s’amuse également à glisser des allusions toutes personnelles. Ainsi, en est-il pour ses maîtresses : Juliette Drouet inspire le nom de la « mère des Anges (Mlle Drouet), qui avait été au couvent des Filles-Dieu » (Deuxième partie, livre VI, chapitre VII) ; la clairière Blaru (Cinquième partie, livre V, chapitre IV) rappelle le pseudonyme Thérèse de Blaru dont Léonie d’Aunet signait ses livres. Plus intime encore, la date du 16 février 1833, nuit de noces de Cosette et Marius (Cinquième partie, livre VI, chapitre I), fut aussi celle où Juliette se donna à Victor pour la première fois.

### Réception

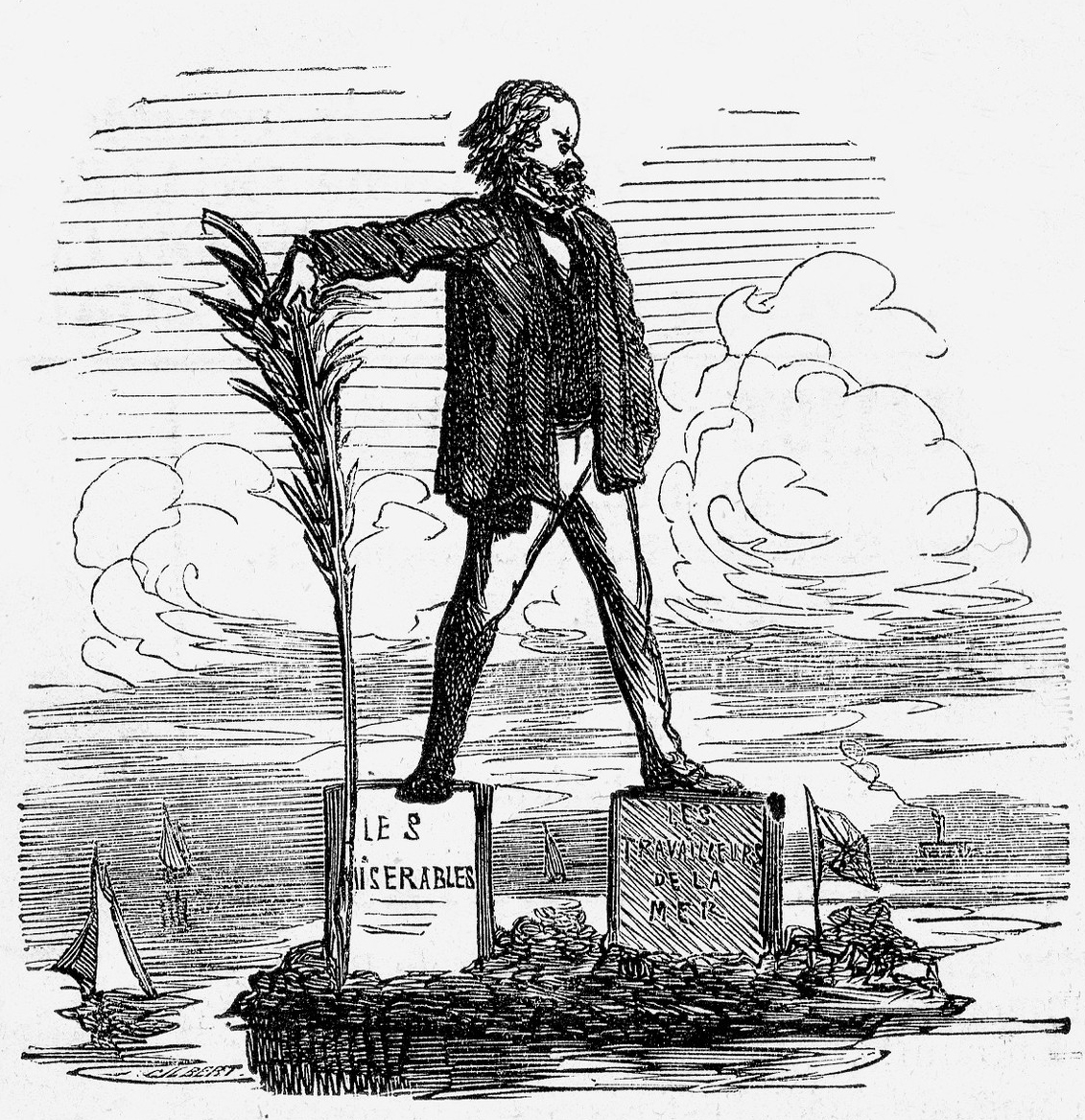
« L'île de Guernesey n'ayant rien à envier à l'île de Rhodes ; elle aussi a son colosse. »
Victor Hugo juché sur les volumes des Misérables et des Travailleurs de la mer, illustration de Cham, Le Charivari, 8 avril 1866.

Les deux premiers tomes des Misérables sont publiés en 1862 : la première partie est publiée le 30 mars à Bruxelles par les Éditions Albert Lacroix, Verboeckhoven et Cie, et le 3 avril de la même année à Paris, à grand renfort de publicité, extraits de morceaux choisis dans les journaux et critiques élogieuses. Les parties deux et trois paraissent le 15 mai 1862, les parties quatre et cinq sortent le 30 juin. À cette époque, Victor Hugo est considéré comme un des premiers hommes de lettres français de son siècle et le public se précipite pour lire son nouveau roman.
Les réactions sont diverses. Certains le jugent immoral, d'autres trop sentimental, d'autres encore trop complaisant avec les révolutionnaires. Sainte-Beuve se lamente : « Le goût du public est décidément bien malade. Le succès des Misérables a sévi et continue de sévir au-delà de tout ce qu’on pouvait craindre ». Toutefois, il concède que « son roman […] est tout ce qu’on voudra, en bien, en mal, en absurdités ; mais Hugo, absent et exilé depuis 11 ans, a fait acte de présence, de force et de jeunesse. Ce seul fait est un grand succès ». Il reconnaît enfin à Hugo cette qualité suprême : « Ce qu’il invente de faux et même d’absurde, il le fait être et paraître à tous les yeux ».

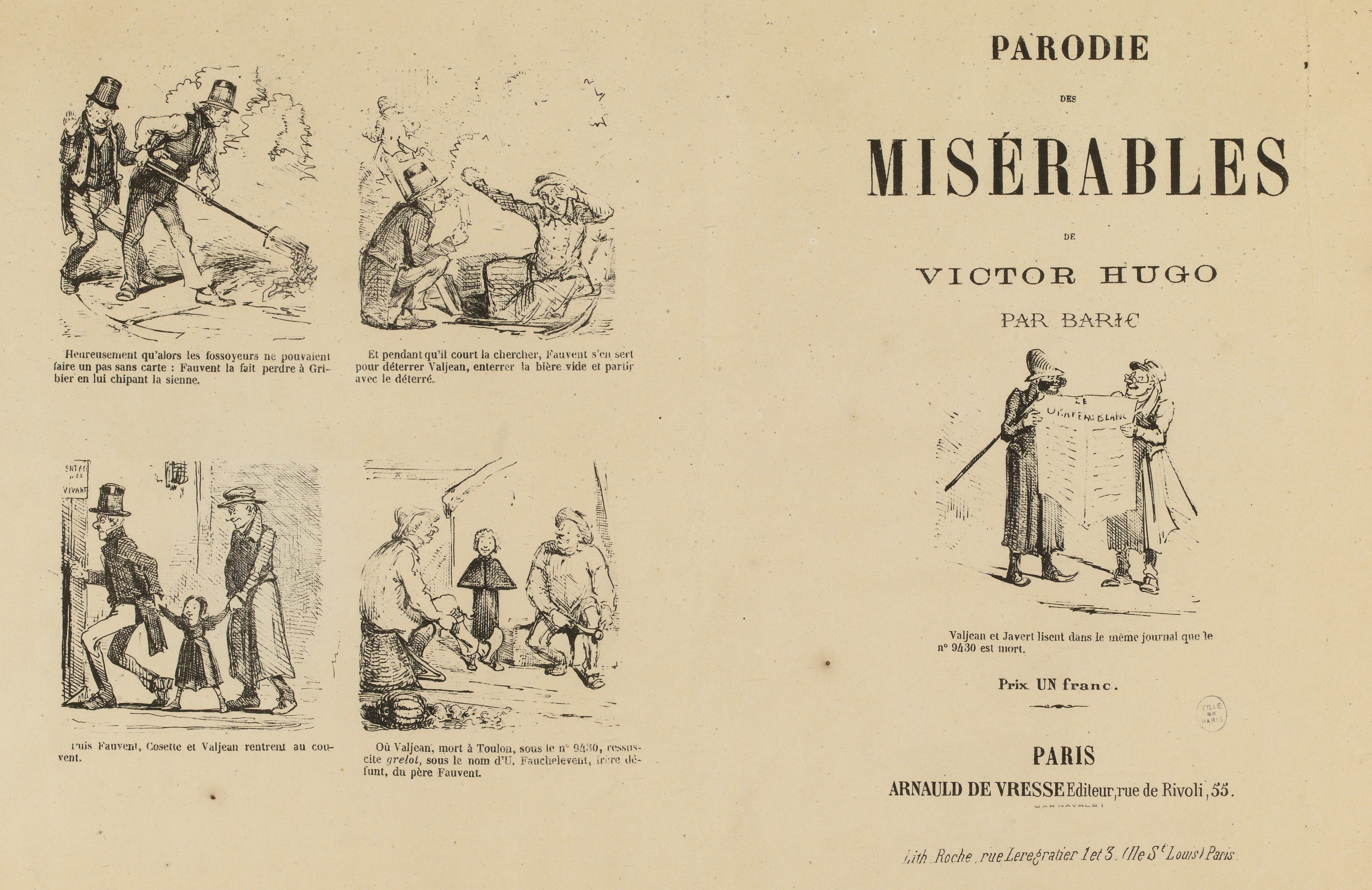
Dès l'année de sa première publication, le roman inspire une parodie dessinée par Jules Baric.

Les frères Goncourt expriment leur profonde déception, jugeant le roman très artificiel et très décevant,. Flaubert n'y trouve « ni vérité ni grandeur ». Baudelaire fait publier une critique très élogieuse de la première partie dans un journal (louant tout particulièrement le chapitre « Tempête sous un crâne »), mais dans une lettre à sa mère, il qualifiera Les Misérables de « livre immonde et inepte ». Lamartine en condamne les impuretés de langue, le cynisme de la démagogie : « Les Misérables sont un sublime talent, une honnête intention et un livre très dangereux de deux manières : non seulement parce qu'il fait trop craindre aux heureux, mais parce qu'il fait trop espérer aux malheureux ». Cette crainte est partagée par Barbey d'Aurevilly qui stigmatise le « livre le plus dangereux de son temps ». Dans une lettre à son fils de juillet 1862, Dumas père regrette que ce livre soit « tout à la fois une œuvre ennuyeuse, mal rêvée dans son plan, mal venue dans son résultat », ajoutant : « Chaque volume commence par une montagne et finit par une souris ». L’évêque Louis-Gaston de Ségur rédige une critique sur Victor Hugo et « son infâme livre des misérables [qui] lui a rapporté d’un coup cinq cent mille francs ». En décembre 1872 l’auteur ne manquera pas de lui adresser une réponse au vitriol. Les Goncourt notent que le livre a été « une grande déception ». Ils expliquent : « Titre injustifié : point la misère, pas d’hôpital, prostituée effleurée. Rien de vivant : les personnages sont en bronze, en albâtre, en tout, sauf en chair et en os. Le manque d’observation éclate et blesse partout ». Et puis, ajoutent-ils, il est « assez amusant de gagner deux cent mille francs […] à s’apitoyer sur les misères du peuple ! ».

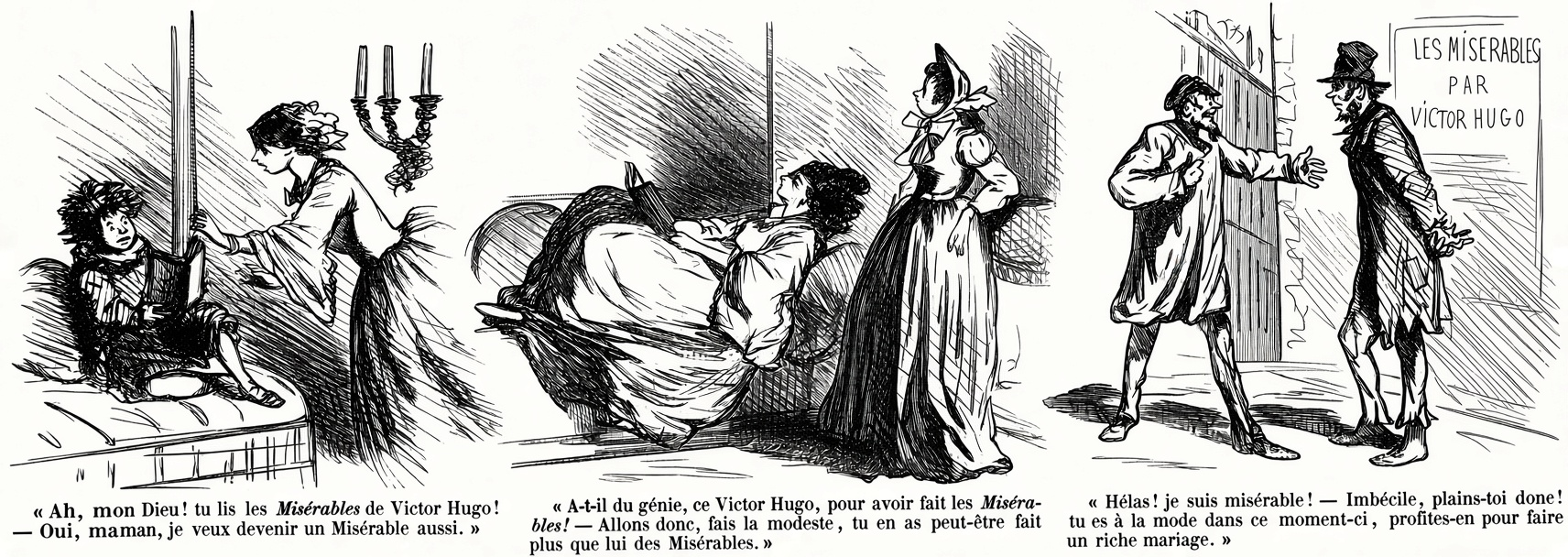
Caricatures illustrant le succès du roman dans toutes les couches de la société. Vignettes dessinées par Cham (L'Illustration, 12 juillet 1862).

Le livre connaît cependant un grand succès populaire. Traduit dès l'année de sa parution, grâce aux efforts d'Albert Lacroix qui ouvre des filiales en Europe, en plusieurs langues (italien, grec, portugais), il reçoit dans chaque pays où il est publié, de la part des lecteurs, un accueil triomphal,. Impatient de connaître la première réaction des lecteurs anglais à la sortie du livre, Victor Hugo envoya à ses éditeurs Hurst & Blackett un télégramme dont le contenu se réduisait à « ? ». La réponse de ses correspondants fut non moins laconique : « ! »,.
L'auteur lui-même accorde une grande importance à ce roman. En juin 1861, il informe son fils François-Victor qu'il a terminé l'ouvrage et affirme : « Je peux mourir ». Il écrit en mars 1862, à son éditeur Lacroix : « Ma conviction est que ce livre sera un des principaux sommets, sinon le principal, de mon œuvre ».

### Utilisation du langage populaire
D'après Pascal Melka (« Victor Hugo, un combat pour les opprimés. Étude de son évolution politique »), dans Les Misérables, Victor Hugo a fait revenir le langage populaire dans la littérature. Il emploie l'argot et va jusqu'à consacrer un chapitre à philosopher sur le mot de Cambronne, « le plus beau mot peut-être qu’un Français ait jamais dit ». Tout ceci faisait naturellement scandale dans l'opinion classique. Voici comment Victor Hugo se justifie :

« Lorsqu’il s'agit de sonder une plaie, un gouffre ou une société, depuis quand est-ce un tort de descendre trop avant, d’aller au fond ? Nous avions toujours pensé que c’était quelquefois un acte de courage, et tout au moins une action simple et utile, digne de l’attention sympathique que mérite le devoir accepté et accompli. Ne pas tout explorer, ne pas tout étudier, s’arrêter en chemin, pourquoi ? »

## Les personnages

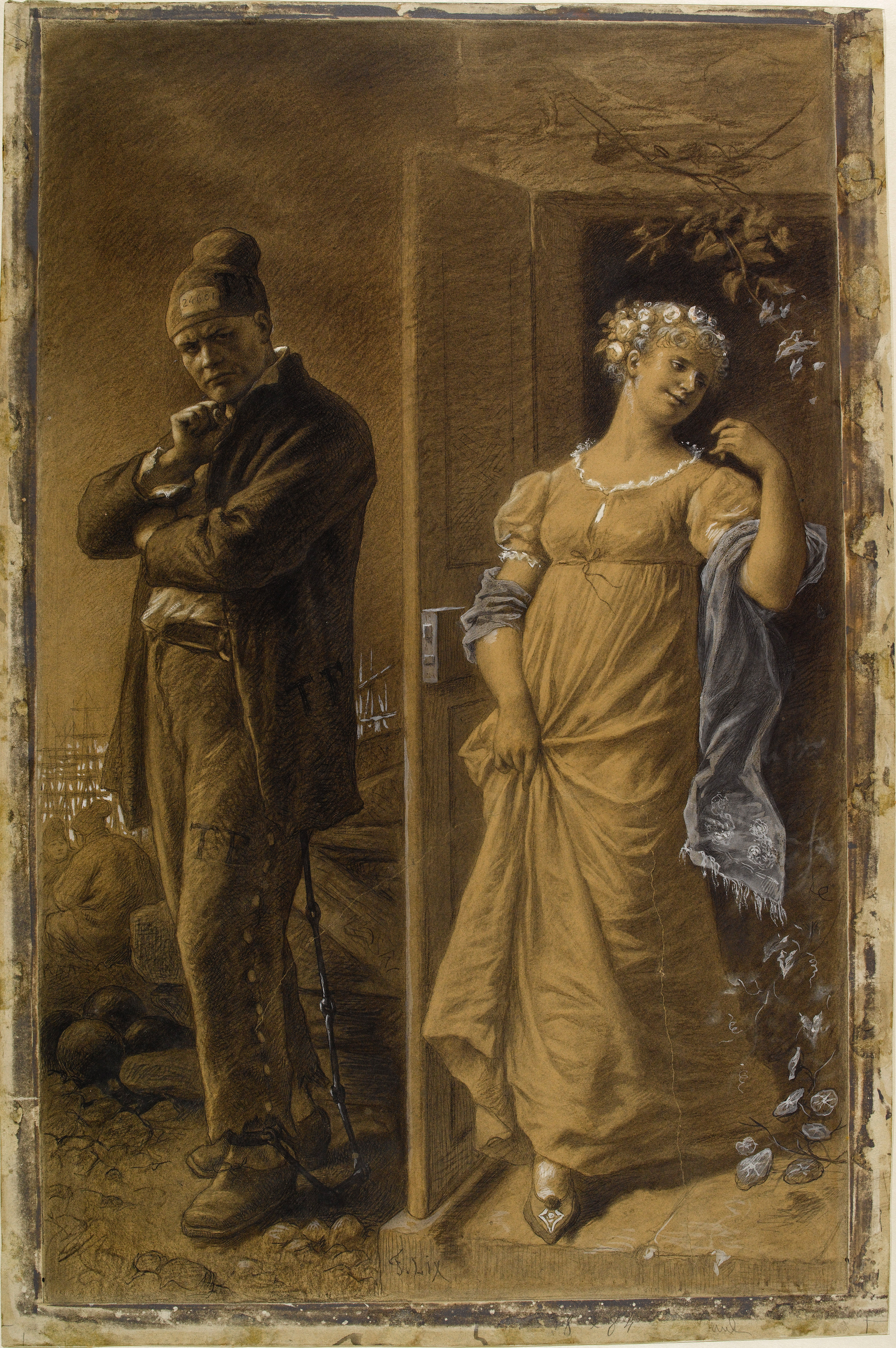
Le forçat et la prostituée : Jean Valjean et Fantine.
Illustration de Frédéric Lix, 1879, Paris, maison de Victor Hugo.

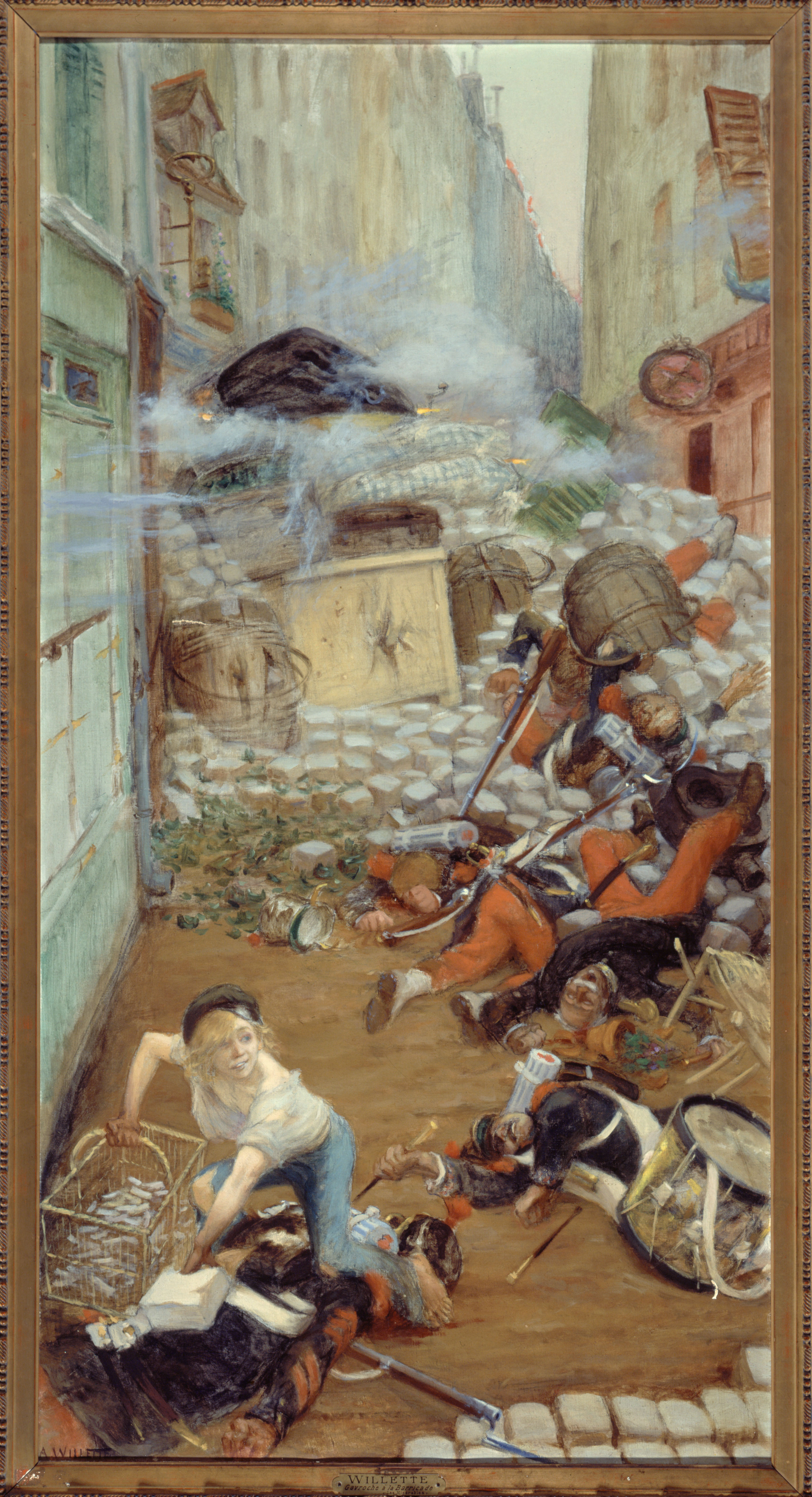
Gavroche ramassant des balles pour la barricade.
Toile d'Adolphe Léon Willette, vers 1903, Paris, maison de Victor Hugo.

Le roman fourmille de personnages. Nombre d'entre eux font une courte apparition et retournent dans l'oubli. C'est une volonté délibérée de Victor Hugo : il cherche à démontrer que la misère est anonyme. Cet oubli est particulièrement prégnant dans le cas de la sœur de Jean Valjean et ses sept enfants :
« C’est toujours la même histoire. Ces pauvres êtres vivants, ces créatures de Dieu, sans appui désormais, sans guide, sans asile, s’en allèrent au hasard, qui sait même ? chacun de leur côté peut-être, et s’enfoncèrent peu à peu dans cette froide brume où s’engloutissent les destinées solitaires, mornes ténèbres où disparaissent successivement tant de têtes infortunées dans la sombre marche du genre humain. Ils quittèrent le pays. Le clocher de ce qui avait été leur village les oublia ; la borne de ce qui avait été leur champ les oublia ; après quelques années de séjour au bagne, Jean Valjean lui-même les oublia. »
— Victor Hugo, Les Misérables, Partie I, livre 2, chapitre 6
Parmi les nombreux personnages que l'on voit apparaître et disparaître, on peut encore citer Petit-Gervais, Azelma, les frères de Gavroche, Mme Magloire, Mlle Baptistine. Il reste cependant un nombre restreint de personnages dont les destins se croisent et qui font partie du cœur de l'action :
- Jean Valjean
- Javert
- Fantine
- Cosette
- Marius
- Les Thénardier
- Gavroche
- Éponine
- Enjolras

En périphérie, Victor Hugo s'attache à certaines autres figures jusqu'à leur consacrer un livre ou plusieurs chapitres. Ces personnages lui servent d'argumentaires pour son plaidoyer ou d'articulation pour son roman.
- Monseigneur Myriel : Victor Hugo commence[64] et termine[65] le roman sur l'évocation de monseigneur Myriel. Il lui consacre tout le premier livre (« Un juste »). Pour Hugo, il incarne la charité chrétienne et c'est lui le déclencheur de la conversion de Jean Valjean (épisode des deux chandeliers). Évêque de Digne, nommé, respectueusement et amicalement à la fois, par ses paroissiens monseigneur Bienvenu (c'est-à-dire réunissant son titre et son troisième prénom), il est attentif au bien être des plus misérables et échange même son évêché contre l'hôpital qu'il juge trop petit. Mais Mgr Myriel ne serait pas complet sans sa rencontre avec le conventionnel G[66]. Pour Victor Hugo, la sainteté de l'homme de Dieu a besoin de l'éclairage de la révolution pour que sa charité devienne œuvre sociale.
- Père Fauchelevent : paysan aisé, il est petit à petit ruiné et devient charretier. Il voue une haine jalouse envers M. Madeleine jusqu'au jour où celui-ci le sauve de l'écrasement par sa charrette. Resté handicapé à la suite de son accident, il trouve grâce à M. Madeleine un emploi de jardinier au couvent du Petit-Picpus à Paris. Reconnaissant, il offre plus tard un abri et un nom d'emprunt à Jean Valjean et Cosette.
- M. Luc Esprit Gillenormand : seul grand bourgeois du roman dont la personnalité et la vie sont aussi détaillées. Victor Hugo lui consacre tout un livre, c'est pour lui l'occasion de décrire la Restauration et les Ultras. Le grand-père de Marius, aimant tendrement son petit-fils, mais royaliste acharné, se comporte de manière abominable envers son gendre bonapartiste en le privant de son fils. Homme d'esprit et homme du monde, il conserve une certaine élégance.
- M. Mabeuf, marguillier : c'est lui qui révèle à Marius quel homme était son père. Passionné de livres et pépiniériste amateur, il est l'auteur d'une flore. Homme doux, ruiné par la faillite de son notaire, il sombre petit à petit dans la misère. Réduit à vendre le dernier exemplaire de son traité sur la flore, il suit les insurgés, dans un état second, et devient le premier martyr de la barricade.
- Montparnasse : jeune malfrat de 19 ans, au coup de couteau facile, il est l'un des devenirs possibles des gamins comme Gavroche. Jean Valjean essaiera en vain par un sermon de lui faire réintégrer le droit chemin.
- Tholomyès : riche et « antique étudiant vieux » du Quartier latin, noceur et insouciant. Il a une relation amoureuse avec Fantine, mais l'abandonne, alors qu'elle a un bébé de lui (Cosette), à la suite d’un pari stupide fait avec ses comparses.

## Un roman social

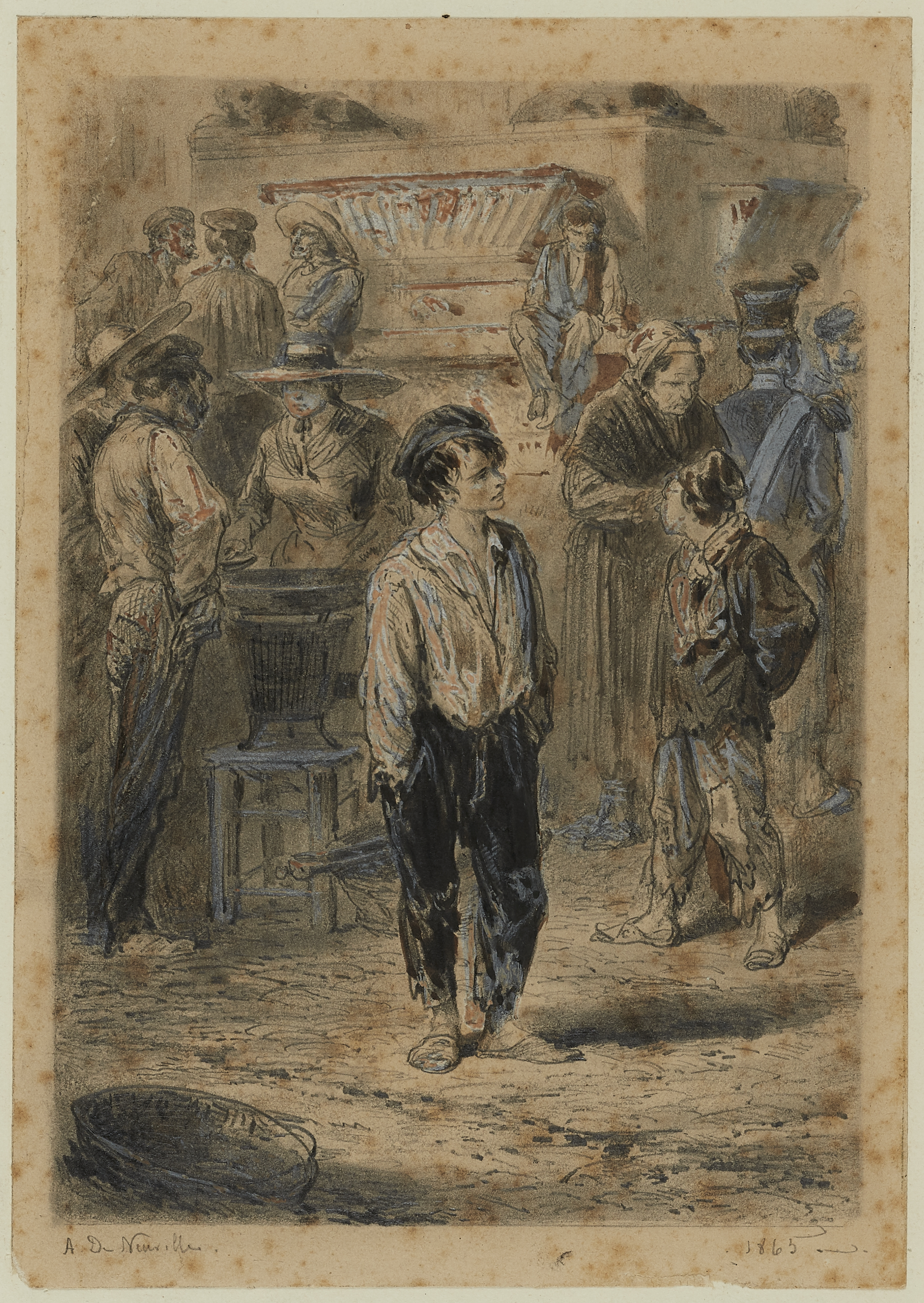
Gavroche, dessin d'Alphonse de Neuville, 1865.

Victor Hugo, pour son roman, s'est considérablement documenté. Il insère beaucoup de détails exacts sur les conditions de vie des différentes classes sociales. La chute de Fantine dans la prostitution est décrite à partir de témoignages d'époque, y compris l'épisode de la boule de neige vécu par Hugo lui-même (qui avait témoigné en faveur d'une prostituée maltraitée). L'industrie de la verroterie noire où s'enrichit M. Madeleine, les maigres salaires et les dures conditions de travail des ouvrières du cartonnage, métier que Thénardier attribue à Éponine, la misère endémique des journaliers agricoles, métier de Jean Valjean dans sa jeunesse et de Champmathieu, les enfants des rues avec Gavroche, la bohème du Quartier latin où s'inscrivent de nombreux étudiants du Midi, la vie recluse des religieuses, les différentes variétés de la petite bourgeoisie avec le fonctionnaire Javert, les propriétaires ruinés Fauchelevent, Mabeuf et Thénardier, quelques spécimens des classes riches comme Gillenormand, sont rendus avec précision aux côtés d'une foule de clients d'auberge, domestiques, gens de justice, truands et autres figures secondaires. Chacun de ces milieux a son langage et sa culture, ainsi les romans à l'eau de rose lus par la Thénardier ou le dialogue du jardinier (Fauchelevent) et du fossoyeur lors du faux enterrement de Jean Valjean.
La violence infligée ou subie tient une grande place dans le roman. Celle des « misérables » s'exerce surtout sur des gens proches de leur milieu : Fantine est pressurée, Cosette exploitée par les Thénardier, les truands du faubourg Saint-Marcel (un des quartiers les plus pauvres de Paris) opèrent surtout contre des gens de leur condition et s'ils s'en prennent à Jean Valjean, c'est parce qu'ils ont deviné en lui quelqu'un de leur classe, alors que les bourgeois comme Gillenormand et même Marius n'ont rien à craindre. Au contraire, les classes supérieures n'ont guère de scrupules à sévir contre les opprimés : le procureur du roi peut demander la peine de mort ou forcer un faux témoignage, l'administration pénitentiaire vole Jean Valjean, à sa sortie du bagne, en lui payant « 109 francs et quinze sous » pour 19 ans de travail, Javert soutient le bourgeois qui a maltraité Fantine.

## Un roman historique et philosophique
Victor Hugo ne se cache pas d'avoir voulu écrire un roman historique en même temps qu'un drame et une épopée. Dans une lettre à Albert Lacroix du 13 mars 1862, il écrit : « Ce roman, c'est l'Histoire mêlée au drame, c'est le siècle, c'est un vaste miroir reflétant le genre humain pris sur le fait à un jour donné de sa vie immense. » L'action s'inscrit dans une durée historique, du Premier Empire à l'insurrection parisienne de juin 1832.

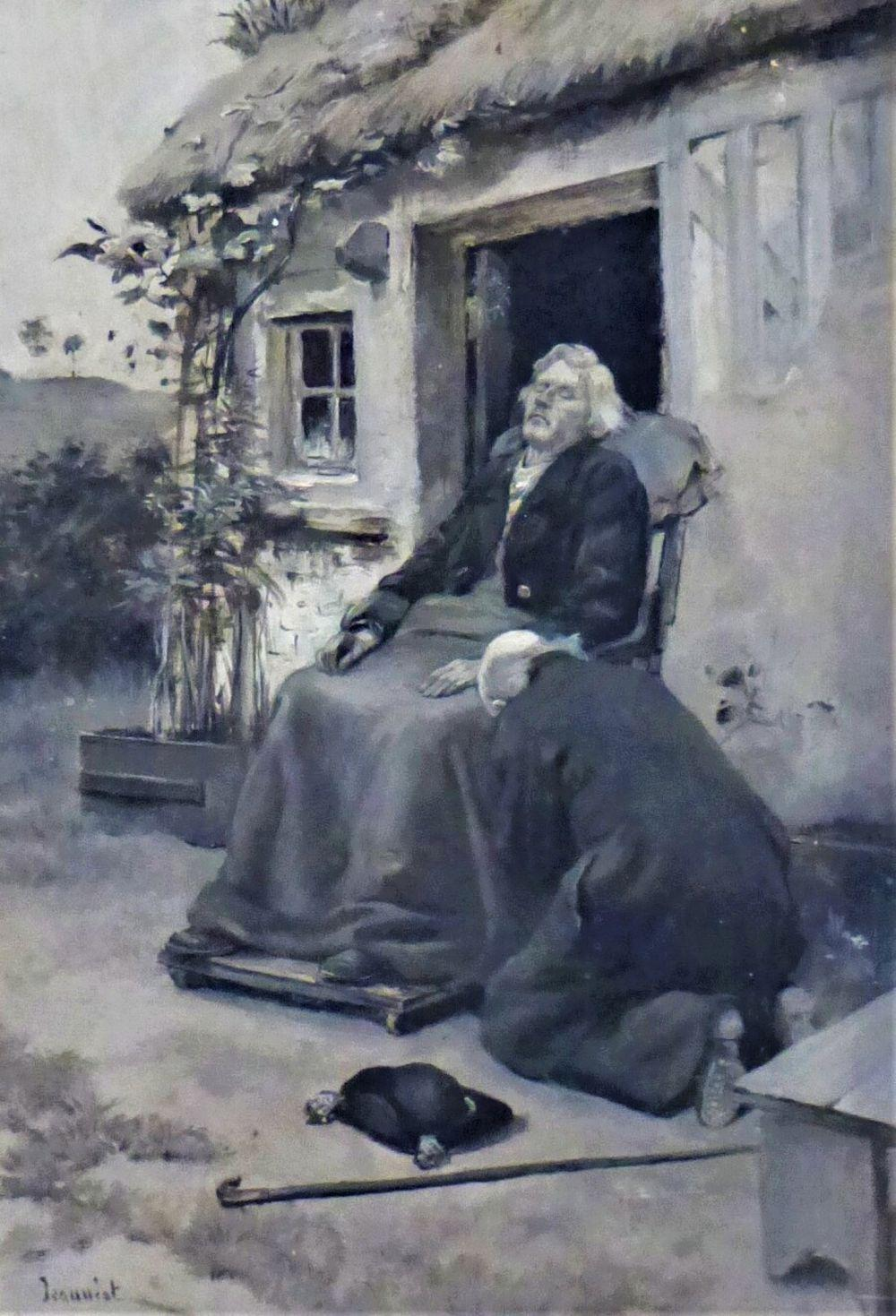
Le conventionnel G. mourant et l'évêque Myriel.
Peinture en grisaille de Jeanniot, vers 1890.

Les personnages sont d'abord confrontés au souvenir de la Révolution française. Dans la première partie, Mgr Myriel, catholique bienveillant mais noble et attaché aux valeurs de l'ancien monde, vient visiter un ancien révolutionnaire, le conventionnel G., vieil homme plein de dignité et proche de sa fin qui vit en solitaire dans un coin de son diocèse. L'évêque éprouve un malaise à parler à un régicide qui a voté l'exécution de Louis XVI. G. répond qu'il n'a pas voté la mort du roi (Hugo était opposé à la peine de mort) mais « la fin du tyran ». Il précise sa pensée : le tyran, c'est l'ignorance qui engendre l'autorité mensongère, la royauté, les erreurs et les préjugés ; G. ne croit qu'à l'autorité fondée sur la science. L'évêque lui oppose les crimes de la Révolution, « Marat battant des mains à la guillotine » : G. lui rétorque ceux de la monarchie absolue soutenue par le clergé, « Bossuet bénissant les dragonnades ». Le conventionnel, mourant, exprime sa foi en l'avenir et en l'absolu divin, profession de foi déiste et scientiste qui est celle du républicanisme de Hugo : cette « lumière inconnue » (titre du chapitre) trouble profondément Myriel.

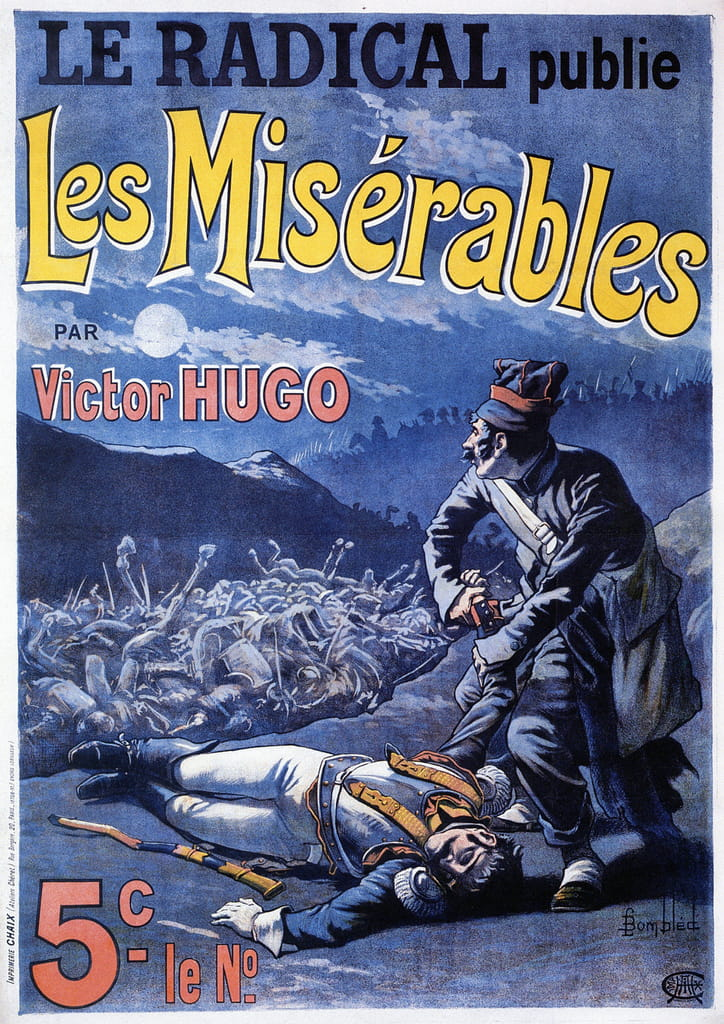
Thénardier dépouillant le colonel Pontmercy sur le champ de bataille à Waterloo.
Illustration de Louis Bombled pour une affiche publicitaire du quotidien Le Radical, 1897.

La deuxième partie du roman s'ouvre par un récit de la bataille de Waterloo. Pendant la charge de la Haie-Sainte, un officier des cuirassiers français, le colonel Georges Pontmercy, est laissé pour mort, enseveli dans une pile de cadavres ; il est sauvé fortuitement par un maraudeur qui n'est autre que Thénardier et qui le déterre pour le dépouiller. Cet épisode donne lieu à un récit de 130 pages, mi-historique, mi-légendaire, où Hugo exprime son admiration teintée de désolation devant le souvenir de Napoléon Ier.
Depuis longtemps, Victor Hugo est hanté par cette bataille. Dès 1815, jeune écolier élevé par sa mère dans un milieu très royaliste, il écrit des vers maladroits pour célébrer la défaite du « Corse » et l'exécution du « maréchal perfide » Ney qui avait abandonné la cause des Bourbon pendant les Cent-Jours. Bien que ses choix politiques et son attitude envers Napoléon aient beaucoup évolué par la suite, devenu très républicain, il se reconnaît encore dans ces vers de jeunesse :
Ta chute même, hélas, nous fit verser des pleurs.

Champs de Waterloo, bataille mémorable,

Jour à la fois pour nous heureux et déplorable.
Le souvenir de cette bataille tragique lui inspire en 1852 le poème « L'Expiation » du livre V des Châtiments. Il refuse à plusieurs reprises de se rendre sur les lieux ; c'est seulement en 1861 qu'il visite le champ de bataille et c'est là qu'il termine ce récit épique. Comme dans les Châtiments, la glorification de Napoléon le Grand sert à dénoncer la vilénie de « Napoléon le Petit » (Napoléon III). Le premier, bien qu'il ait renversé la République et établi un pouvoir despotique, a porté les principes de 1789 aux quatre coins de l'Europe ; la coalition des monarchies européennes qui se dresse contre Napoléon lors des Cent-Jours est celle de la contre-révolution, « le 14 juillet 1789 attaqué à travers le 20 mars 1815 ». Malgré la défaite finale de Napoléon, les monarchies victorieuses ont dû faire des concessions aux libertés issues de la Révolution comme la Charte octroyée par Louis XVIII : « La contre-révolution était involontairement libérale, de même que par un phénomène correspondant, Napoléon était involontairement révolutionnaire. Le 18 juin 1815, Robespierre à cheval fut désarçonné. »

## Éditions

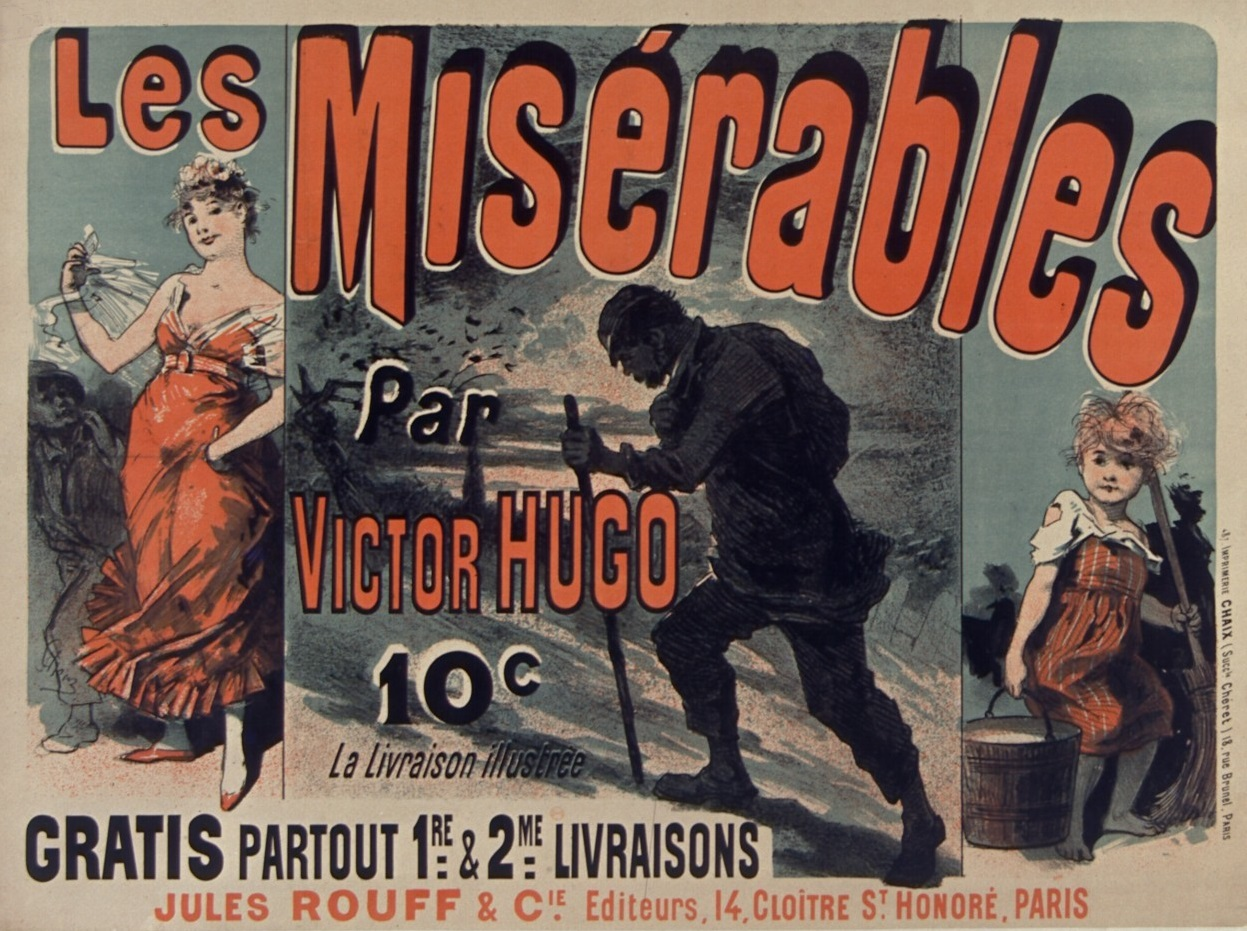
Illustration de Jules Chéret pour une édition populaire (vers 1896-1900)

- Le manuscrit de Victor Hugo peut être consulté dans Gallica, bibliothèque numérique de la Bibliothèque nationale de France.
- L'édition originale est en partie disponible dans Gallica, bibliothèque numérique de la Bibliothèque nationale de France.
- Une édition de référence est celle établie par Maurice Allem pour la Bibliothèque de la Pléiade en un seul volume (1951). L'appareil critique est important (notice bibliographique, variantes, notes sur le texte, etc.).
- Il existe aussi une édition sonore, chez les éditions Thélème, lue par Michel Vuillermoz, Élodie Huber, Pierre-François Garel, Louis Arène et Mathurin Voltz.
- Une édition de Henri Scepi pour les éditions Gallimard en un seul volume (2009). L'appareil critique est important (notice bibliographique, variantes, dont tout un chapitre supprimé, notes sur le texte, etc.).

#### Ouvrages
- Centenaire des Misérables, 1862-1962. Hommage à Victor Hugo : actes du colloque organisé du 10 au 17 décembre 1961 par le Centre de philologie et de littératures romanes de la Faculté des lettres de Strasbourg, Strasbourg, Presses universitaires de Strasbourg, 1962, 223 p.
- Pierre Abraham (dir.), Victor Hugo. Les Misérables : numéro spécial de la revue Europe (no 394-395), février-mars 1962.
- André Brochu, Hugo — Amour/Crime/Révolution : essai sur Les Misérables, Montréal, Presses de l'Université de Montréal, 1974, 257 p. (ISBN 0-8405-0247-8, présentation en ligne).
- Pierre Brunel (dir.), Hugo, Les Misérables : actes de la journée d'étude organisée par l'École doctorale de Paris-Sorbonne, 19 novembre 1994, Mont-de-Marsan, Éditions interuniversitaires, 1994, 236 p. (ISBN 2-87817-074-1). Réédition : Pierre Brunel (dir.), Hugo, Les Misérables : [actes de la journée d'étude, 19 novembre 1994], Cazaubon, Eurédit, 2004, 236 p. (ISBN 2-84830-044-2).
- Gabrielle Chamarat (dir.), Les Misérables : nommer l'innommable, Orléans, Paradigme, 1994, 167 p. (ISBN 2-86878-131-4).
- Françoise Chenet-Faugeras, Les Misérables ou l'espace sans fond, Paris, Librairie A.-G. Nizet, 1995, 266 p. (ISBN 2-7078-1195-5, présentation en ligne).
- José-Luis Diaz (dir.), Victor Hugo, Les Misérables : « la preuve par les abîmes » : actes du colloque d'agrégation du 3 décembre 1994, Paris, SEDES, coll. « Romantisme. Colloques », 1994, 138 p. (ISBN 2-7181-1605-6).
- (en) Kathryn M. Grossman, Figuring Transcendence in Les Misérables : Hugo's Romantic Sublime, State College, Penn State University Press, 2017 (1re éd. 1994, Southern Illinois University Press), XII-358 p. (ISBN 978-0-271-07914-1).
- (en) Kathryn M. Grossman, Les Misérables : Conversion, Revolution, Redemption, New York, Twayne publishers, coll. « Twayne's Masterwork Studies » (no 160), 1996, XVIII-144 p. (ISBN 0-8057-7832-2).
- (en) Kathryn M. Grossman (dir.) et Bradley Stephens (dir.), Les Misérables and Its Afterlives : Between Page, Stage, and Screen, Londres, Routledge, 2015, XI-232 p. (ISBN 978-1-472-44085-3, lire en ligne).
- Pierre Laforgue, Gavroche et autres études sur Les Misérables : nouvelle édition revue, corrigée et augmentée, Paris, Eurédit, 2014 (1re éd. 1994, SEDES), 320 p. (ISBN 978-2-84830-186-0).
- Hubert de Phalèse, Dictionnaire des Misérables : dictionnaire encyclopédique du roman de Victor Hugo réalisé à l'aide des nouvelles technologies, Paris, Nizet, coll. « Cap'agrég » (no 6), 1994, 158 p. (ISBN 978-2-7078-1185-1).
- Guy Rosa (dir.), Victor Hugo, Les Misérables, Paris, Klincksieck, coll. « Parcours critique » (no 5), 1995, 206 p. (ISBN 2-252-02989-7).
- Anne Ubersfeld (dir.) et Guy Rosa (dir.), Lire Les Misérables, Paris, José Corti, 1985, 272 p. (ISBN 2-7143-0086-3, présentation en ligne, lire en ligne).

#### Articles, communications, contributions à des ouvrages collectifs
- Pierre Angrand, « À propos des Misérables : genèse et fortune du roman », Revue d'histoire littéraire de la France, Paris, Armand Colin, no 3 (60e année),‎ juillet-septembre 1960, p. 334-344 (JSTOR 40521991).
- Max Bach, « Critique et politique : la réception des Misérables en 1862 », PMLA, Modern Language Association, vol. 77, no 5,‎ décembre 1962, p. 595-608 (ISSN 0030-8129, DOI 10.2307/460408, JSTOR 460408).
- Roger Barny, « Guerre et paix, dans l'œuvre de Victor Hugo », Études textuelles, Paris, Les Belles Lettres (Annales littéraires de l'université de Besançon, Centre de recherches Jacques-Petit), no 4,‎ 1994, p. 133-142 (ISBN 2-251-60539-8).
- Thomas Bouchet, « La barricade des Misérables », dans Alain Corbin et Jean-Marie Mayeur (dir.), La barricade : actes du colloque organisé les 17, 18 et 19 mai 1995 par le Centre de recherches en histoire du XIXe siècle et la Société d'histoire de la révolution de 1848 et des révolutions du XIXe siècle, Paris, Publications de la Sorbonne, coll. « Histoire de la France aux XIXe et XXe siècles », 1997, 522 p. (ISBN 2-85944-318-5, lire en ligne), p. 125-135.
- Gabrielle Chamarat, « Des notes de « Choses vues » aux Misérables », Revue d'histoire littéraire de la France, Paris, Presses universitaires de France, no 1 (116e année) « Le siècle des romantismes. Hommage à Madeleine Ambrière »,‎ janvier-mars 2016, p. 79-92 (DOI 10.3917/rhlf.161.0079).
- Roland Desné, « Histoire, épopée et roman : Les Misérables à Waterloo », Revue d'histoire littéraire de la France, Paris, Armand Colin, nos 2-3 (75e année) « Le roman historique »,‎ mars-juin 1975, p. 321-328 (lire en ligne).
- Robert Dumas, « Victor Hugo : Genèse d'un roman national », Médium : transmettre pour innover, no 42 « L'écrivain national »,‎ janvier-mars 2015, p. 16-24 (DOI 10.3917/mediu.042.0016).
- Michel Gauthier-Darley, « Problèmes de structure dans Les Misérables », Raison présente, no 81,‎ 1er trimestre 1987, p. 103-113 (lire en ligne).
- Maxime Goergen, « Fonctions de la lutte des classes dans Les Misérables », Nineteenth-Century French Studies, Lincoln (Nebraska), University of Nebraska Press, vol. 45, nos 1-2,‎ automne-hiver 2016-2017, p. 33-48 (JSTOR 44122811).
- (en) Kathryn M. Grossman, « Homelessness, Wastelands, and Barricades : Transforming Dystopian Spaces in Les Misérables », Utopian Studies, State College, Penn State University Press, no 4,‎ 1991, p. 30-34 (JSTOR 20718944).
- (en) Kathryn M. Grossman, « Narrative Space and Androgyny in Les Misérables », Nineteenth-Century French Studies, Lincoln (Nebraska), University of Nebraska Press, vol. 20, nos 1-2,‎ automne-hiver 1991-1992, p. 97-106 (JSTOR 23532035).
- Georges Huard, « Le Petit-Picpus des Misérables et les informatrices de Victor Hugo : Mme Biard et Juliette Drouet », Revue d'histoire littéraire de la France, Paris, Armand Colin, no 3 (60e année),‎ juillet-septembre 1960, p. 345-387 (JSTOR 40521992).
- Guy F. Imhoff, « Jeux d'ombre et de lumière dans Les Misérables de Victor Hugo », Nineteenth-Century French Studies, Lincoln (Nebraska), University of Nebraska Press, vol. 29, nos 1-2,‎ automne-hiver 2000-2001, p. 64-77 (JSTOR 23538116).
- (en) Briana Lewis, « The Sewer and the Prostitute in Les Misérables : From Regulation to Redemption », Nineteenth-Century French Studies, Lincoln (Nebraska), University of Nebraska Press, vol. 44, nos 3-4,‎ printemps-été 2016, p. 266-278 (JSTOR 44122752).
- Pierre Malandain, « La réception des Misérables ou « Un lieu où des convictions sont en train de se former » », Revue d'histoire littéraire de la France, Paris, Armand Colin, no 6 (86e année) « Victor Hugo »,‎ novembre-décembre 1986, p. 1065-1079 (lire en ligne).
- (en) Angelo Metzidakis, « On Rereading French History in Hugo's Les Misérables », The French Review, American Association of Teachers of French, vol. 67, no 2,‎ décembre 1993, p. 187-195 (JSTOR 397362).
- (en) Olin H. Moore, « Realism in Les Misérables », PMLA, Modern Language Association, vol. 61, no 1,‎ mars 1946, p. 211-228 (DOI 10.2307/459229, JSTOR 459229).
- Jean Pommier, « Sur Les Misérables : I. La relation de Juliette, II. Un pseudo-modèle de Jean Valjean, III. Le portrait de Marius », Revue d'histoire littéraire de la France, Paris, Armand Colin, no 4 (62e année),‎ octobre-décembre 1962, p. 534-554 (lire en ligne).
- Annette Rosa, Présentation des Misérables - Œuvres complètes/Victor Hugo. II.
- Jacques Seebacher, « En marge des Misérables : I. Le bonhomme Royol et son cabinet de lecture, II. Victor Hugo héritier de sa tante Martin-Chopine », Revue d'histoire littéraire de la France, Paris, Armand Colin, no 4 (62e année),‎ octobre-décembre 1962, p. 575-592 (lire en ligne).
- Anne Ubersfeld, « Les Misérables », dans Claude Duchet (dir.), Manuel d'histoire littéraire de la France, t. V : 1848 à 1917, Paris, Messidor / Éditions sociales, 1977, 814 p., p. 184-190.

- Le Groupe Hugo met en ligne de nombreux documents et études sur Les Misérables, notamment :
  - Édition des Misérables selon trois états de l'œuvre qui peuvent se lire sous la forme d'un tableau synoptique Édition des Misérables
  - Bibliographie sur Les Misérables
  - Guy Rosa, Histoire sociale et roman de la misère
  - Les Carnets des Misérables
  - Thomas Bouchet, Les 5 et 6 juin 1832, l'événement et Les Misérables
  - Nicole Savy, Les procédures de réalisation : l'exemple du Petit-Picpus des Misérables.
  - Daubard-Perrin, Marie, "Poétique des Personnages dans Les Misérables : pour faire reculer le loup, mieux vaut en être la fille", http://groupugo.div.jussieu.fr/groupugo/11-12-17perrin.htm